# Magyarországi katolikus egyházi irodalom

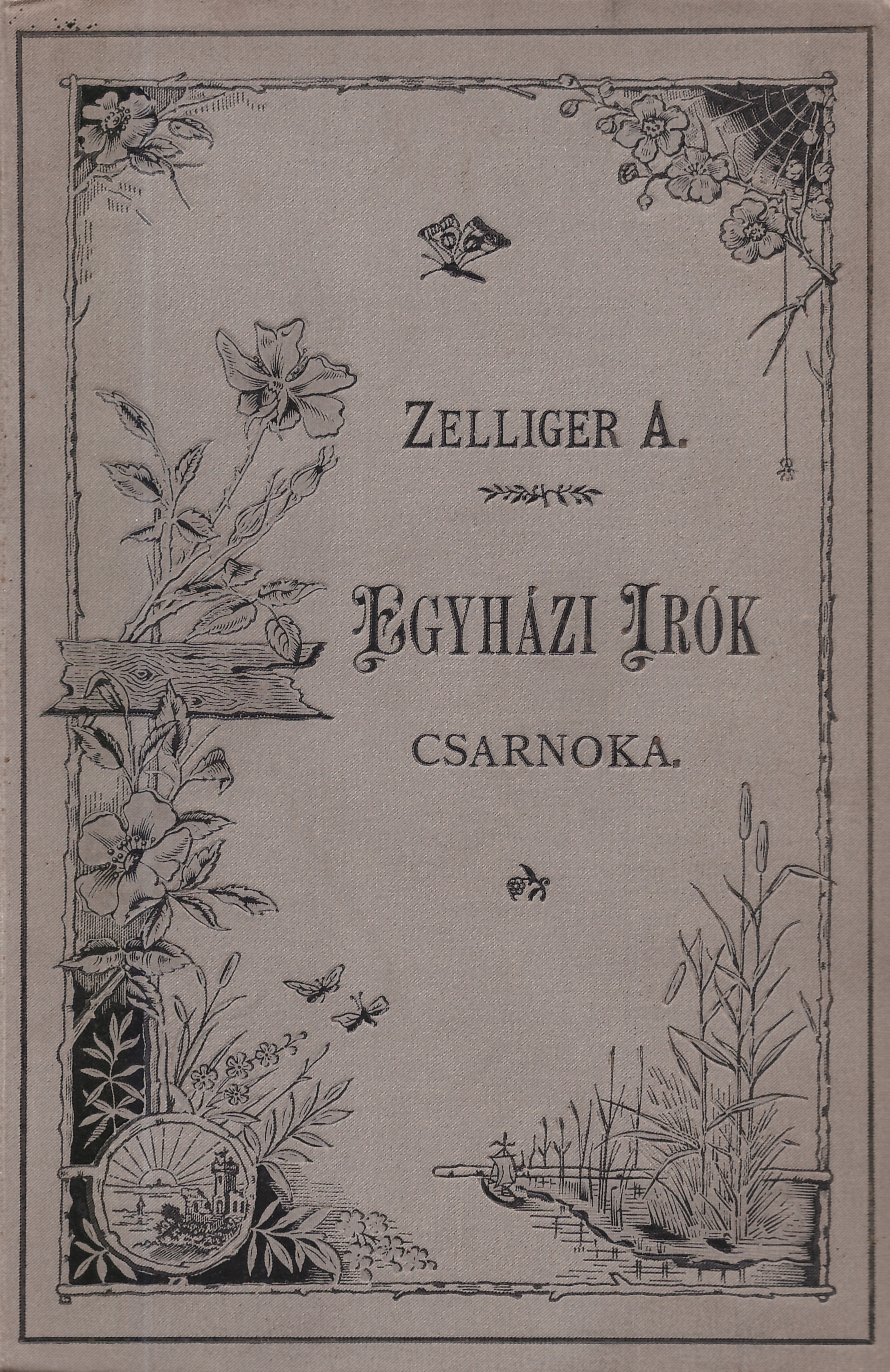
A Zelliger Alajos (1863–1942) által készített Egyházi írók csarnoka (Nagyszombat, 1893) a magyarországi egyházi írók egy részének életrajzát és műveiknek jegyzékét tartalmazza. Mivel Zelliger maga is pap volt, az Egyházi írók csarnoka egyúttal az egyházi irodalomnak komoly alkotása is

A magyarországi katolikus egyházi irodalom a magyarországi egyházi irodalom egyik ága. Magyarországi (magyar, német, szlovák) katolikus papok, szerzetesek már az Árpád-kortól kezdve jelentettek meg különböző egyházi munkákat, ám ezek jelentős része elveszett, csak említésekből ismert. A fennmaradt művek szinte kivétel nélkül latin nyelvűek. A 16. században elterjedt a magyar nyelv irodalmi használata, azonban az egyházi művek többsége egészen a 18. századig továbbra is latin nyelven íródott. A magyar irodalomtörténetek általában eddig az időig tárgyalják az egyházi irodalmat a világi irodalom mellett, azonban az egyházi irodalom ezt követően is jelentős területe maradt a magyar művelődésnek. A 19–20. században a szorosabb értelemben vett egyházi műfajok mellett nagy számú tudományos és szépirodalmi alkotás született egyházi szerzők tollából. Az anyag máig feldolgozatlan, magyar nyelvű szintézise nem létezik, csak egyes területekről jelentek meg kisebb monográfiák. Az alkotások többsége ugyancsak beszerezhetetlen, újabb / fakszimile kiadások csak elenyészően kis számú műről (krónikaírók, Pázmány, Káldi, Faludi stb.) készültek. Szemelvények néhány szöveggyűjteményben olvashatóak (ld. szakirodalmi tájékoztató).

## Meghatározása
Egyházi irodalom alatt elsősorban a keresztény egyházak papjai, lelkészei, szerzetesei által művelt irodalmat értik. Ez lehet:
- a szorosabb értelemben vett egyházirodalmi műfajok (bibliamagyarázatok, elmélkedések, imádságok, prédikációk, egyháztörténeti és egyházjogi kézikönyvek, rendszeres teológiák stb.) irodalma
- és lehet tágabb értelemben más, tudományos (általános történeti, nyelvészeti, művészettörténeti, filozófiai, pedagógiai, természettudományi stb. monográfiák, szintézisek) és szépirodalmi műfajok (regények, verseskönyvek stb.) egyházi személyek által írt alkotásainak összessége.

## Középkor
A hittudomány első művelője Magyarországon valószínűleg a velencei származású Szent Gellért püspök (980–1046) volt, de ő ismereteit tulajdonképen még külföldön szerezte. Műve, a Deliberatio egy bibliai helyhez írt részletes tanulmány.
Szent István 1088-as szentté avatása indította meg a magyar egyháztörténet művelését. Ketten is megírták Szent István életét. Az egyik életrajznak szerzője ismeretlen, a másiké Hartvich győri püspök (1100–1108 körül) volt. Szent Gellért életének megírására ketten is vállalkoztak, de egyik író neve sem ismeretes, csak annyit lehet tudni, hogy az egyik szerző Valternek, a csanádi iskola első mesterének tanítványa volt.
A XII. században Szent Imre herceg jelességének híre buzdított egy jámbor lelket az ö életének megírására. Egy magyar tudós lemásolta Halberstadti Hajmónak értekezését az „Énekek énekéről", továbbá egy másik szerzőnek a művét, aki az „Énekek énekét" a Boldogságos Szűzre vonatkoztatta. A XIII. és XIV. században a magyarok is szorgalmasan írtak és tanultak hittudományi munkákat mind magyarul, mind latinul. A ferences rendiek közül az egyik hithirdető már a XIV. század elején magyarra igyekezett fordítani a Krisztus Urunk jótetteiről és kínszenvedéseiről szóló verseket („gyulafehérvári glosszák”), mert a magyar szentbeszédben szüksége volt rájuk.

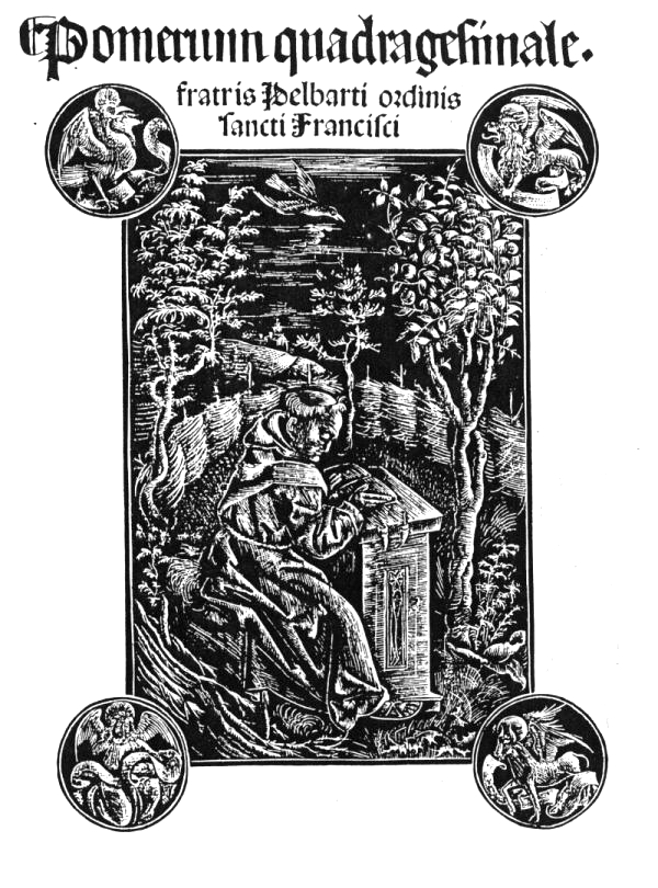
Temesvári Pomeriuma

1400 táján kezdték lefordítani az egész szentírást magyarra. Azután pedig lefordították a szentek életét, fordítottak és készítettek elmélkedéseket és épületes elbeszéléseket. Az egyházjog tanulása annyira kedvelt volt, hogy még a világiak is, mint például Makray Benedek, mesterekké képezték magukat belőle. A szoros értelemben vett hitágazati tételekkel is foglalkoztak a magyar hittudósok. 1317-ben a zágrábi püspököt, Casotti Ágostont és a kalocsai érseket, Lászlót felszólította a pápa, hogy véleményüket nyilvánítsák abban a kérdésben: eretnekség-e azt állítani, hogy Krisztusnak és az apostoloknak volt közös vagyonuk? 1480 táján, mások szerint 1460 táján a sajóládi származású és Parisban tamilt Magyar Mihály (?–1444) pálos szerzetes Budán általános figyelem között tartott előadást a Boldogságos Szűz szeplőtlen fogantatásáról és fényes győzelmet aratott. Két hírneves ferences rendi szerzetes, Temesvári Pelbárt (1435–1504) és Laskai Osvát (1450–1511) a XV. század végén, a XVI. elején hittudományi műveikkel, különösen pedig szentbeszédeikkel külföldön is becsületet szereztek a magyar névnek. Mind Temesvári Pelbárt, mind Laskai a budai várban fekvő ferences kolostorban tanítottak és annak templomában prédikáltak. Temesvári 1483–1504 között, Laskai pedig 1498–1505 között. Temesvárinak egyik műve, az Aureum sacrae theologiae rosarium az egész katolikus hittudományt felöleli és rendszeresen tárgyalja. Jelesek és nagyon kedveltek voltak Magyarországi Mihály, feltehetően domonkosrendi hittudósnak szentbeszédei is.
Nem csak a szerzetesek, hanem a világi papok is szívesen foglalkoztak a hittudományokkal. Ebből az okból kifolyólag felkeresték a külföldi egyetemeket, maguknak egyetemi, tudósi fokozatokat szereztek és hittudományi könyveket gyűjtöttek. Így pl. Késmárki János 1461 és 1477 között előbb ménhardi, majd szepesolaszi plébános a "a szentírástudomány mestere" volt és a Sumijia theologica című művet írta. Sajnos, 1444 után Magyarország püspökei és gazdagabb javadalmasai mind rohamosabban változtak át államférfiakká, világi szónokokká, diplomatákká. Ezek már csak a pogány írók műveivel szerettek foglalkozni és így a keresztény önmegtagadás még jobban kihalt belőlük. Közéjük tartozott Vitéz János esztergomi érsek (1408–1472), aki latin nyelvű leveleket és politikai beszédek, és Janus Pannonius pécsi püspök (1435–1472), aki nem kifejezetten egyházi szemléletű verseket írt.

## Újkor

### Bibliafordítás

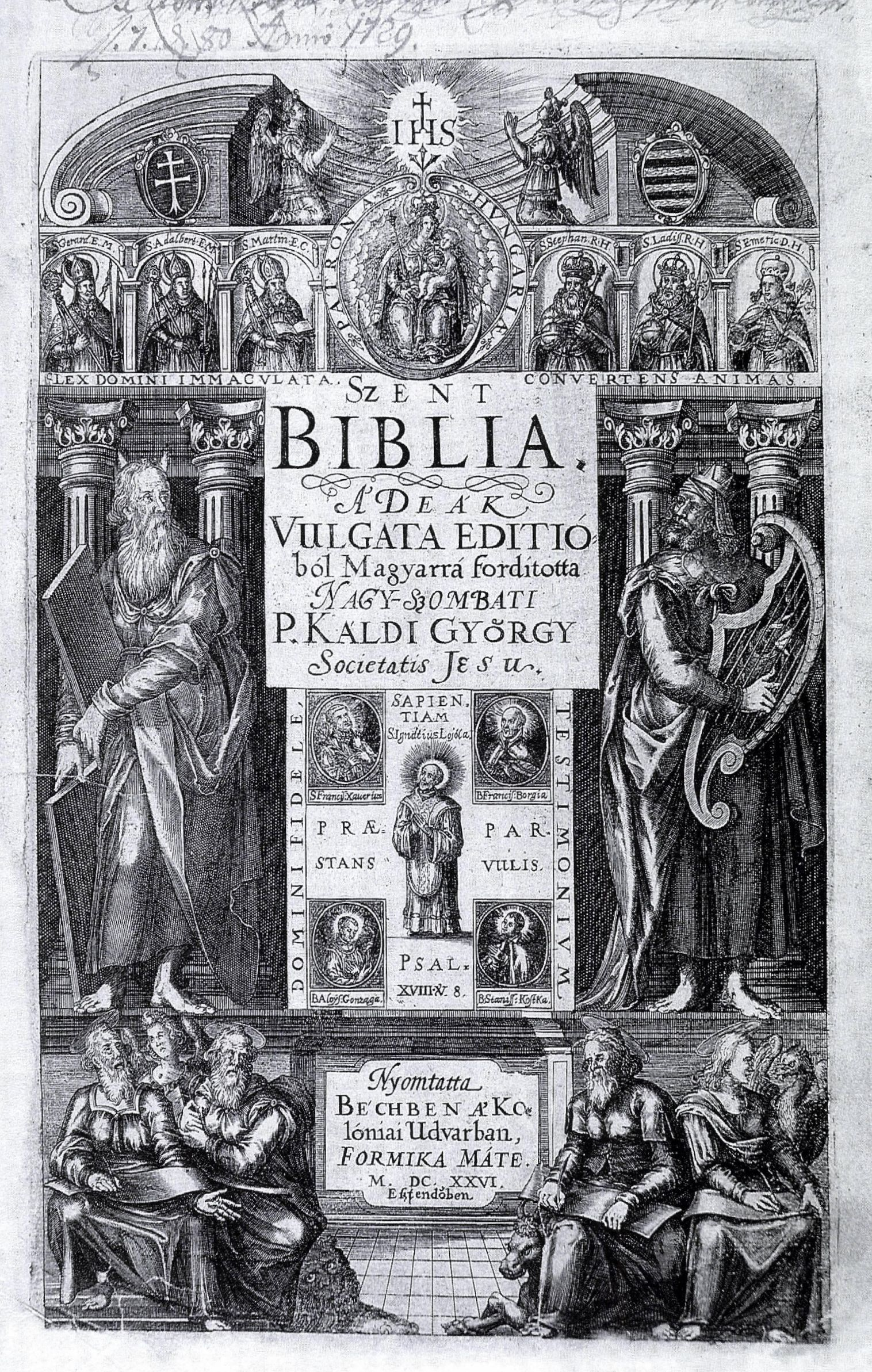
Káldi György Bibliafordítása

A reformáció után a protestánsok kilépése a katolikus egyházból és támadása a katolikus egyház ellen, továbbá egymás közt folytatott hitvitáik kizökkentették a hittudományt régi, csendes haladásából és a megtámadott részek védelmére kényszerítették. A tiszta evangélium alatt történt a katolikus egyházból a kilépés, tehát először is a szentírás értelmezése körül forgott a hittudomány. A hittudósok nem elégedtek meg a régi, kéziratban maradt fordításokkal, hanem új, nyomtatott fordításokat készítettek. Komjáti Benedek (?–1556<) lefordította a rómaiakhoz írott levelet (megjelent 1533-ban) még nem Luther Márton, hanem Rotterdami Erasmus szerint. Pesti Mizsér Gábor (?–1542<) ajándékozta meg nemzetét először a négy evangélium fordításával (1536). Ezt öt év múlva követte az egész újszövetség fordítása Sylvester Jánostól (1504–1552).
A katolikusok részéről új Bibliafordítást Káldi György (1574–1634) készített (Szent Biblia. Az Egész Keresztyénségben bévött Régi Deák bötűből, 1626). Sokáig készült, de annyira alapos és jelentős volt, hogy kis igazítással a 20. századig használták. Ugyancsak Káldi foglalta össze a szentírás helyes magyarázatának szabályait. Ezt később Szentiványi Márton jezsuita szerzetes (1633–1705) bővebben kifejtette, és külön könyvben is kiadta latinul 1691-ben.

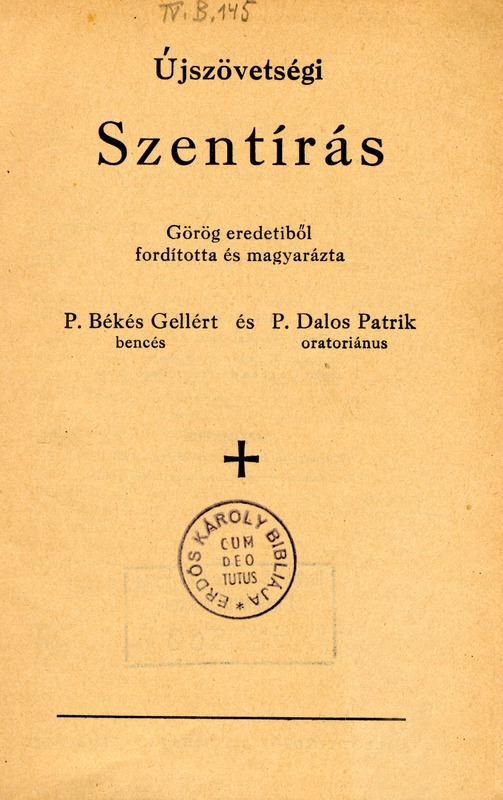
Dalos M. Patrik és Békés Gellért Bibliafordításának első oldala

A 19. században 1834 és 1836 között Szepesy Ignác (1780–1838) pécsi püspök tudós papjai segítségével készítette el Bibliafordítását. A fordítás nehéz és régies nyelvezete miatt nem tudott szélesebb körben elterjedni. 1851-ben Szabó József (1805–1884) nagyszombati teológiai tanár, később esztergomi segédpüspök jegyzetekkel és képekkel ellátva ismét kiadta a művet. 1865-ben Tárkányi Béla (1821–1886) egri kanonok, neves egyházi költő készített bibliafordítást. Guzmics Izidor (1786–1839) bakonybéli apát a Zsoltárok Könyvét, Jób Könyvét, és a Prédikátor könyvét fordította magyar nyelvre (1832).
A 20. században Pataky Arnold (1882–1950) és Iványi János (1894–1954) készítették el az Ószövetség fordítását. Soós István (1864–1947) budapesti karmelita szerzetes az Újszövetséget fordította le (1911), majd ugyanezt közösen Békés Gellért (1915–1999) bencés és Dalos Patrik (1920–1999) oratoriánus szerzetes („Békés-Dalos Újszövetség”). Utóbbiak műve 1951-ben csak Rómában jelenhetett meg, Magyarországon 1996 és 2014 között jelent meg.
A 21. században Simon Tamás László készítette el az Újszövetség fordítását (2015).

### Szentírástudomány
Vizer Ádám (1743–1803) nagyszombati teológiai doktor Hermeneutica sacra novi testamenti, Márkfi Sámuel (1811–1861) benedek-rendi szerzetes Introductio in sacros libros novi testamenti, Pollák János (1824–1884) pesti egyetemi tanár Historia revelationis biblicae, Dankó József Károly (1829–1895) pozsonyi prépost Historia revelationis Divinae Novi Testamenti címmel készített Bibliatanulmányozási kézikönyveket. Alber János (1753–1830) pesti teológus számos latin nyelvű bevezetést készített a Bibliatanulmányozáshoz (Institutiones sacrae scripturae, Institutiones linguae hebraicae, Institutiones hermeneuticae scripturae sacrae veteris testamenti, Institutiones hermeneuticae scripturae sacrae novi testamenti). Székely István (1861–1927) pesti egyetemi tanár a bibliai apokrif könyvekhez írt bevezetés (Bibliotheca apocrypha). Pesten tanított Pataky Arnold (1882–1950) is. Jelentős műve Az újszövetségi kánon története az első niceai zsinat koráig. Kereszty Géza Viktor (1855–1926) egy nagyobb latin nyelvű szentírástudományi mű (Exegesis pericoprum Evangelii pro omnibus dominicis et festis fori in anno eccl. praescriptarum) mellett a értekezést írt a Az ó szövetségi szent könyvek kánoni történetéről.
Végh István (1779–1842) esztergomi pap Bibliamagyarázata Világosító jegyezmények szent Máté evangyeliomjára címmel jelent meg. Radó Polikárp (1899–1974) bencés szerzetes szélesebb népközönségnek szánt bevezetést írt a Bibliához két könyvben (A kereszténység szent könyvei: I. Ószövetség, II. Újszövetség).

### Liturgika
Radó Polikárp (1899–1974) és Kühár Flóris (1893–1943) bencés szerzetesek közösen szerkesztették meg 1933-ban a Liturgikus lexikont. Radó külön több liturgiával foglalkozó tanulmányt is írt (Esztergomi könyvtárak liturgikus kéziratai, Nyomtatott liturgikus könyveink kézírásos bejegyzései, Az egyházi év, A megújuló istentisztelet).

### Katekizmusok
A katolikusok részéről Telegdi Miklós későbbi pécsi püspök (1535–1586) 1562-ben Canisius Szent Péternek, a híres holland jezsuitának katekizmusát fordította le A kereszténységnek fondamentomiról való rövid könyvecske néven. A katolikus hittételek állandóságánál fogva aztán e mellett maradtak a katolikusok hosszú időn keresztül.
Telegdi Miklós Canisius-fordítását fordították tovább 1634-ben szlovén és 1703-ban román nyelvre a román görög katolikusok számára. 1696-ban a görög katolikus szerbek részére cirill betűkkel kinyomtatták Nagyszombatban a szlovén nyelvre fordított Cansius-katekizmust. Az orosz görög katolikusok részére apostoli helytartójuk, Cameli József készített katekizmust latinul. Ezt Koniczki János lefordította rutén (ruszin) nyelvre és 1698-ban Nagyszombatban kinyomtatta.

### Ágazatos hittudomány
A XVIII. században jelentős művelői akadtak az ágazatos hittudománynak. Egyesek teljes szintéziseket írtak, második kisebb területeket dolgoztak fel. Jelentős tudósok voltak Kapy Gábor (1658–1728), Prileszky Iván (1709–1790), Pejachevich Ferenc (1713–1781) és Csapody Lajos (1729–1801) jezsuita szerzetesek. A műfajt művelte Kazy János (1686–1759) is.
Fejér György egyetemi tanár, könyvtárigazgató (1766–1851) Institutiones Theologicae és Institutiones theologicae ac dogmaticae címen, Rácz András (1789–1864), a központi papnevelő lelki igazgatója Ágazatos theologia vagy a keresztény katholika religiónak hitügyelő igazságai, könnyen megértheő és istenes tanításokban előadva címmel írt teológiai kompendiumokat. Répászky Józsefnek (1828–1897) nagy hittudományi műve (Részletes dogmatika) sajnos befejezetlen maradt. Rudnay Sándor (1760–1831) szlovák nyelvű teológiai értekezéseket írt.

### Bölcselet (filozófia)
A keresztény bölcselet művelői közé tartoztak Bossányi Farkas (1669–1726, Tripartitum juris philosophici actibus logicis principia tradens), Iváncsics János (1722–1784, Institutiones Logicae in usum discipulorum conscriptae, Institutiones Physicae) és Jaszlinszky András (1715–1783, Institutiones Logicae et Metaphisicae) jezsuita szerzetesek. Számos más pap ugyancsak foglalkozott filozófiai kérdésekkel. Sartori Bernát (1735–1801) egri ferences szerzetes filozófiai kézikönyvet állított össze (Magyar nyelven filosofia).
A XIX. században filozófiával foglalkozott Imre János (1790–1832) pesti egyetemi tanár (A bölcselkedés), Somogyi Károly (1811–1888) esztergomi kanonok (A bölcsészet lényege- és feladatáról). XIII. Leó pápának Aquinói Szent Tamás bölcseletét ajánló körlevele után hazánkban is nagy buzgalommal fogtak számosan a keresztény filozófia tanulmányozásához, és így keletkezett 1886-ban a Bölcseleti folyóirat, amelyet Kiss János egyetemi tanár (1857–1930) szerkesztett. Másik filozófiával kapcsolatos kezdeményezés volt a Szent Tamás Társaság. Filozófia kutatásokat végzett Horváth Cirill József (1804–1884, A philosophiai módszerek jelen állapotjáról, A philosophiai módszerek akadályairól), Palotai József (1806–1867, A bölcsészet elemei, Szépészet, azaz aesthetica, és Philosophiai propaedeutika, azaz tapasztalati lélektan, gondolkozástan és bevezetés a bölcsészetbe) és Pauer Imre Rudolf (1845–1930, Logika vagy gondolkodástan, Metaphysika, Philosophiai propaedeutika ) is. Utóbbi írt egy filozófiatörténelmet is (A philosophia történelme). Répássy János (1844–1926) kiadta A bölcselet tankönyve Aquinói Sz.-Tamás nyomán 3 kötetben.
20. századi filozófiai írók: Kühár Flóris (1893–1943, A keresztény bölcselet története), Trikál József (1873–1950, A keresztény bölcselet akaratelméletének kifejlődése a 15. századig, Természetbölcselet), Kecskés Pál (1895–1976, A bölcselet története főbb vonásaiban, A keresztény társadalom-szemlélet irányelvei), Nyíri Tamás (1920–1994, A filozófiai gondolkodás fejlődése, Alapvető etika). Félegyházy József (1906–1982) pesti teológiai tanár A teológiai tudományok egyetemes és hazai történetét akarta megírni, azonban ennek csak első része jelent meg (A skolasztikus bölcselet), amely félig filozófiatörténet.

### Hitvitázó irodalom, apologetika

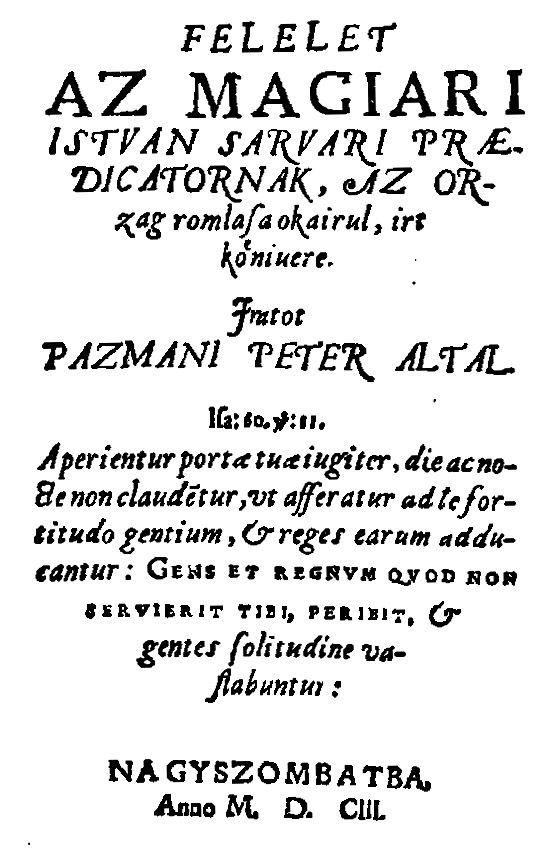
Pázmány Péter: Felelet

A katolikusok részéről a református hitviták miatti védelem tulajdonképen csak 1580 táján indult meg. A mű említett Telegdi Miklós 1580-ban adta ki hitvédelmi munkáját az evangélikus Bornemisza Péter prédikátor ellen. Majd 1588-ban Monoszlói András későbbi veszprémi püspök (1552–1601) nyomtatta ki Apologiáját, amelyben a katolikus hitnek összes megtámadott ágazatát oltalmazza. 1593-ban ugyanő a galántai zsinat tételeit cáfolta.
A 17. század nagy egyházi írója volt Pázmány Péter esztergomi érsek (1570–1637). Ő elsősorban 1603-tól 1613-ig bámulatos elmeéllel és akkoriban gyönyörű magyarsággal nemcsak védelmezte a katolikus hit tételeit, hanem átment a támadásba, és mind az evangélikus, mind a református vallás tételeit ostromolta. Pázmánynak Igazságra vezérlő Kalauza csakhamar három kiadást ért (1613, 1623, 1637). Kortárs hitvita írók voltak: Balásfy Tamás bosnyák püspök (1580–1625), Vásárhelyi Gergely jezsuita szerzetes (1561–1623), Veresmarti Mihály pozsonyi kanonok (1572–1645).  
A század második felében, 1665 és 1672 között ismét egy jelentősebb irodalmi vitasorozat folyt le a katolikusok és reformátusok között. Ennek oka az volt, hogy II. Rákóczi György erdélyi fejedelem özvegye, a katolikus Báthory Zsófia 1662-ben megvonta a sárospataki református főiskolának addig nyújtott segítséget, amit a reformátusok nagyon rossz néven vettek, és irodalmi téren a Báthory Zsófiától Sárospatakra hívott jezsuita szerzetesek támadásával igyekeztek kárpótolni magukat. A mindkét részről nagy indulatossággal és gorombaságokkal folytatott vitában a katolikusok részéről Kiss Imre jezsuita szerzetes (1631–1683), Sámbár Mátyás, híres vándor szónok, ugyancsak jezsuita (1617–1685) és Illyefalvi István egri kanonok (?–1694) vett részt. A reformátusok részéről Pósaházi János sárospataki tanár (?–1686), Czeglédi István kassai református pap (1620–1671), és Matkó István felsőbányai majd zilahi református pap (1625–1693) írtak vitairatokat.

### Szentbeszédek

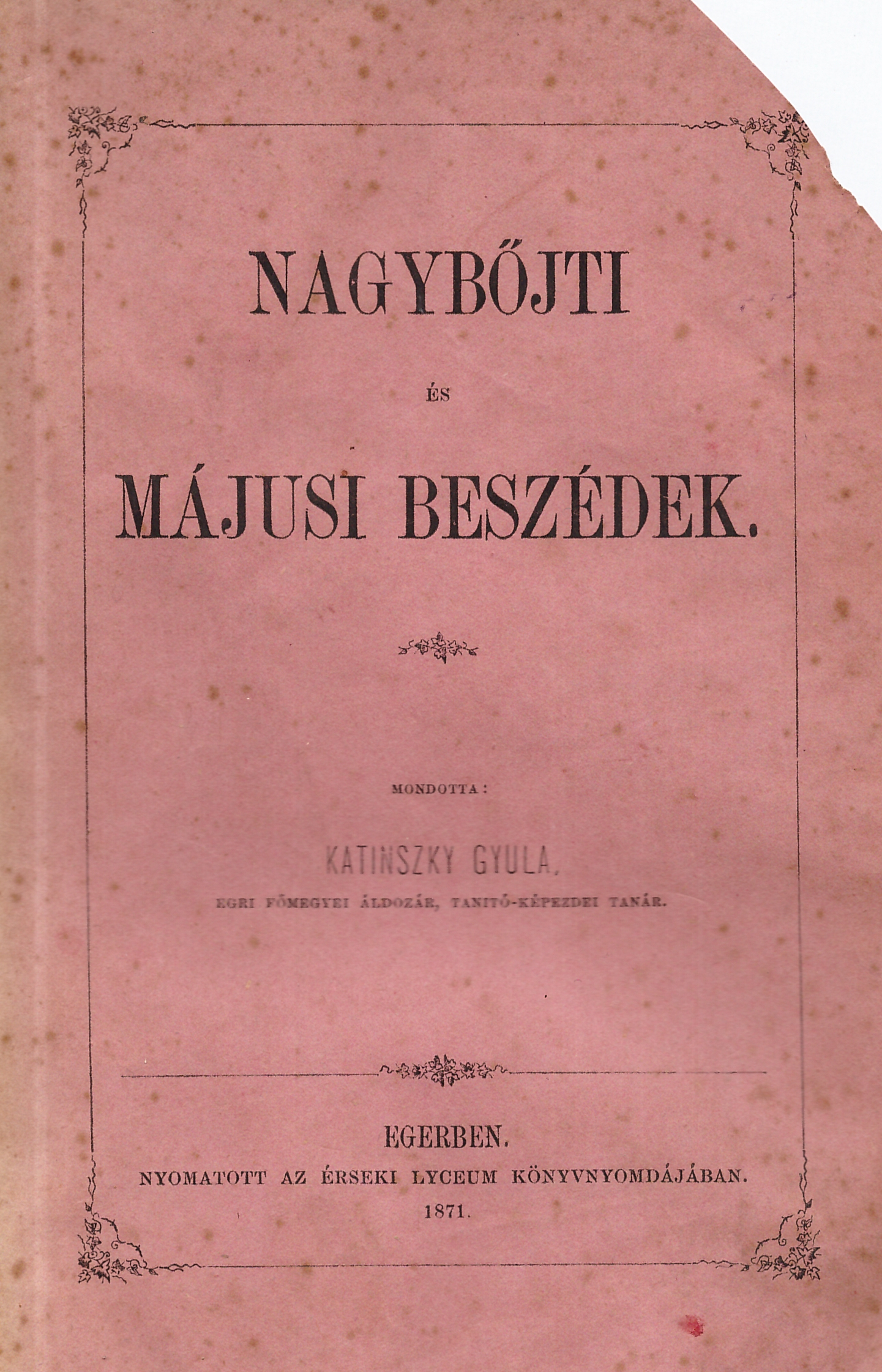
Katinszky Gyula: Nagybőjti és május szent beszédek (1871)

Az egyházi beszéd az egyházi irodalom egyik legrégebbi (ókereszténység idejére visszanyúló) ága. Magyarországon is mindig népszerű volt, és a századok alatt hihetetlen számú prédikáció hangzott el, sok közülük meg is jelent. Az viszont ennél egy kissé ritkább volt, hogy prédikációs könyvet adjon ki valaki, bár mind alább látható, erre is számos példa akadt.
A 16. században protestáns hithirdetők a szószéken is támadták a katolikus hit ágazatait, mert így akarták igazolni kilépésüket a katolikus egyházból. A katolikusok kénytelenek voltak szintén a szószéken védeni magukat szentbeszédekben. Új tárgyú szentbeszédeket kellett tehát készíteniük, és innen van, hogy a jeles hitvédők egyúttal jeles, az akkori kívánalmaknak megfelelő szentbeszédeket is készítettek. A 16. században szentbeszédeket a már említett Telegdi Miklós adott ki (Evangéliumok magyarázata, 3 kötet, 1577–1580).
Pázmány Péter mint egyházi szónok is kitűnt (prédikációi megjelentek 1636-ban). Jeles szentbeszédeket írtak a már említett Vásárhelyi Gergely (Esztendő által az anyaszentegyháztól rendeltetett vasárnapokra és innepre evangeliomok és epistolák és ezekre való lelki elmélkedések) és Káldi György (Esztendö altal Az Anyaszentegyháztól rendeltetet Vasarnapokra és Innepre Evangeliomok és Epistolák es Ezekre való Lelki elmélkedések, Esztendö altal Az Anyaszentegyháztól rendeltetet Vasarnapokra és Innepre Evangeliomok és Epistolák es Ezekre való Lelki elmélkedések), illetve Viszocsányi Tamás (1690) jezsuita szerzetesek. Lépes Bálint nyitrai püspök (1570–1623) prédikációi a halál és az „utolsó dolgok” témakörét boncolgatják (Az halando es iteletre menendoe tellyes emberi nemzetnek Fenyes Tükörö, Az halando es iteletre menendoe tellyes emberi nemzetnek Fenyes Tükörö). Egyéb szentbeszédírók: 
- Kopcsányi Márton (1579–1638): Az evangéliomok és epistolák, melyeket esztendő által olvastat az anyaszentegyház vasárnapokon és az ünnepeken,
- Landovics István (1635–1690): Novus Succursvs, Az az Uj Segétség, Mellyet a Magyar Nemzeten könyörülő Istennek szemlátomást segitő keze által killyebb terjesztett Országunknak határiba a lélek ellenségei ellen, a bünnek és ördögnek ereje ellen, azon hatalmas Istennek igéje fegyverével, hadakozó lelki Gondviselőknek könnyebbitésére, az egész esztendőbéli Vasárnapokra rendelt Prédikácziókkal nyújtott, és a Méltóságos Groff General Czobor Adam Urnak ő Nagyságának, Istenes költségével két Részben, élő nyelven kibocsátott (illetve kéziratban 200 egyházi és gyászbeszédet hagyott hátra),
- Csete István (1648–1718): Panegyrici sanctorum patronorum regni Hungariae, Tudni-illik, Nagy Aszszonyról, magyar szentekről, És az országhoz tartozandó kivált-képpen-való innepekre jeles prédikatziók (emellett 1611 kéziratos egyházi beszéde a jezsuita rend feloszlatásakor a nagyszombati könyvtárba került),[15]
- Baranyi Pál (1657–1719): Imago vitae et mortis. Az életnek és halálnak képe avagy halotti prédikácziók.

A lelkipásztorkodás tudományának legfőbb ágát, az egyházi szónoklatot a XVIII. században is nagyon kedvelték és mind elméletileg (pl. Kaprinai István), mind gyakorlatilag művelték. Híres szentbeszédeket írt és tartott:
- Csúzy Zsigmond (1670–1729) pálos atya : Zengedező sípszó, Lelki éhséget enyhítő evangeliumi kölcsönözött három kenyér, Evangéliumi trombita, Kosárba rakott aprólékos morzsalék, Egész esztendőre való hármas prédikáczió,
- Kelemen Didák (1683–1744) minorita szerzetes: Búza fejek. Melyeket az evangéliombéli aratók után fel-szedegetvén, azaz az anyaszentegyház hív pásztorainak irásibul egybe keresvén és élő nyelvén tett praedikállása után kévébe kötve s ezen könyvben foglalván és advent első vasárnapjától fogvást husvétig való vasárnapokra alkalmaztatván, az könyvek nélkül szűkölködő praedikátorok, és más lelki éhező híveknek kedvekért kibocsátott,
- Gyalogi János (1686–1761) jezsuita szerzetes: Panegyrici sanctorum patronorum regni Hungariae, tudni-illik, nagyasszonyról, magyar szentekről, és az országhoz tartozandó kivált-képpen való innepekre jeles prédikácziók,
- Padányi Biró Márton veszprémi püspök (1693–1762): Ünnepnapokon… mondott prédikácziók,
- Szabó István (1695–1753): Prédikátziók, mellyeket egy bőjti vasárnapokon az Isten igéjéről, és három bőjti péntek napokon a Krisztus Jézus szenvedéséről és haláláról valaha élő nyelvel, Isten igéjének hallásától távul esett lelkeknek, Krisztus szenvedésén, és halálán szánakodó ajtatos híveknek vigasztalásokra, és üdvösséges hasznokra... világosságra bocsátott; Három esztendőre-való vasárnapi prédikátziók, mellyeket valaha élő nyelvel mondott, most pedig Istennek nagyobb dütsőségére, a romai anyaszentegyháznak gyarapodására, a magyar lelki pásztoroknak valamennyi segítségekre, a keresztény híveknek üdvösséges hasznokra... világosságra botsátott,
- Telek József (1716–1773): Tizenkéttsillagú korona. ... Azaz: az Isten szerelmes szent annyának, angyalok hatalmas királynéjának magyar hazánk nagy aszszonyának, a makula nélkül fogantatott szűz Máriának esztendőbéli tizenkét ünnepeire egybe-szedegettetett prédikátziók; illetve Coronae Mariannae tomus II. Az az a boldogságos szűz Mária tizenkét tsillagú koronájának vagy tizenkét ünnepeire tsillag-sugárok gyanánt el-osztatott prédikátzióknak II. része, mellyben az utolsó hat tsillagokat, vagy ünnepeket, egymást követő szép rendel, öszvefüzögette, és a magyar népnek hasznára világosságra botsátotta,
- Hajas István (1733–1798): Egyházi pásztor (5 kötet).
- Alexovics Vazul (1742–1796): Ünnepnapi prédikácziók, Vasárnapi prédikácziók,
- Sztankovátsi Lipót (1742–1789): Ünnepnapokra való prédikácziók, Vasárnapokra szolgáló prédikátziók, Áruló Judás, az az: nagy bőjtre való predikátziók,
- Simon Máté (1743–1818): Különös tárgyakról való prédikátziók, Az Úr Krisztusról egynéhány prédikátziók, Böjti prédikátziók V esztendőkre,
- Gál Bernardin (1748–1831): Buzakalászok. Vasárnapokra való prédikációk (4 kötet),
- Egyed Joákim (18. sz.): Ünnepnapi prédikácziók (4 kötet),
- Noszkó Alajos (18. sz.): Vasárnapokra-való egyházi beszédek (3 kötet),
- Kosztolányi Sándor (18. sz.): Egész esztendőbéli vasárnapokra intéztetett szent beszédek, Négy esztendőbéli bőjti napokra rendeltetett szent beszédek, Három szakaszokra osztatott szent beszédek,

II. József uralkodása idején az egyházi szónoklat lehanyatlott és csak Májer József székesfehérvári kanonok (1785–1834) fellépésével kezdett megint emelkedni (Vasárnapi homiliák avagy vasárnapi evangelimok értelme fölött tartott egyházi beszédek, 3 kötet). Számos folyóirat is szolgálta 1832 óta az egyházi szónoklat ügyét. A Májert követők közül beszédgyűjteményeket adtak ki: 
- Török Ince (1753–1817): Vasárnapokra készíttetett egyházi beszédek, Ünnepi és bőjti egyházi beszédek,
- Szabó János (1767–1858): Szabó János... egyházi beszédei, Vasárnapi homiliái,
- Kolossváry Sándor (1775–1842): Kolossváry Sándor egyházi beszédei (2 kötet),
- Szepesy Ignác (1780–1838): Egyházi beszédek (4 kötet),
- Lonovics József (1793–1867): Népszerű egyházi archeológia Vagyis a katholikus ünnepek, szentségek, ünnepélyek, szertartások értelmezése és a különféle rendes s rendkivüli szószéki jelentések, részint rendes szentbeszédekben, részint hirdetmény-alaku oktatásokban (3 kötet),
- Fogarasy Mihály (1800–1882): Keresztény igazságok egyházi beszédekben (2 kötet),
- Orosz Ádám (1802–1872): Egyházi beszédek (6 kötet), szent beszédei közül sok kéziratban maradt,
- Vezerle Ignác (1803–1872): Ünnepi, alkalmi és bőjti szent beszédek (3 kötet),
- Majer István (1813–1893): Népszerű egyházi beszédek az év minden vasárnapjára és a r. ker. kath. egyház minden rend szerinti és némely rendkívüli ünnepeire és bőjti napjaira (2 kötet),
- Szabó Imre (1814–1881): Egyházi beszédek (3 kötet),
- Huszár Károly (1824–1901): Történetekkel felvilágositott egyházi beszédek minden vasár-, ünnepnap- s több alkalmakra (6 kötet), Szent beszédek a nagybőjt minden napjára (2 kötet), Történetekkel felvilágosított egyházi beszédek Magyar-Erdélyország minden bucsúnapjára (3 kötet), Történetekkel felvilágosított egyházi beszédek minden lelkipásztorkodási alkalomra (4 kötet), Történetekkel és magyar közmondásokkal felvilágosított egyházi beszédek a nagybőjtre (7 kötet).
- Babócsay Pál (1818–1904): Egyházi beszédek az egyházi év minden vasárnapjára, Egyházi beszédek az év minden ünnepére, Népszerü és rövid egyházi beszédek az egyházi év minden vasárnapjaira s ünnepeire,
- Schlauch Lőrinc (1824–1902): Schlauch Lőrinc Beszédei (4 kötet),
- Károly János (1834–1915): Vegyes egyházi beszédek (2 kötet), Elmélkedések az Úr Jézus Krisztus élete, halála és föltámadása felett, nagybőjti beszédek, Vegyes egyházi beszédek (másfajta),
- Kováts Lajos (1837–1912): Egyházi beszédek az év minden vasár- és ünnepnapjaira. Függelék: böjti és alkalmi beszédek (2 kötet),
- Vincze Alajos (1839–1919): Ünnepi egyházi beszédek, Vasárnapi egyházi beszédek, Ünnepi és vasárnapi egyházi beszédek (2 kötet),
- Katinszky Gyula (1841–1913): Nagybőjti és május szent beszédek,
- Répássy János (1844–1926): Egyházi beszédek (3 kötet),
- Angerbauer József (1847–1902?): Szent beszédek az év minden vasár- és ünnepnapjára, néhány alkalmival megtoldva (2 kötet),
- Pákolicz János (1849–1936): Egyházi beszédek hármas sorozata (3 kötet), Újabb egyházi beszédek.

Szalay Imre (1787–1848) szerkesztette a Magyar Egyházi Beszédek Gyüjteményét, Fábián János (1832–1923) az Isten igéje szent beszédekbent, Mendlik Ágoston (1831–1890) pedig Falusi Prédikációk című prédikáció-tárat (de megjelentek tőle külön Alkalmi szent beszédek is).
A 20. század első felében Prohászka Ottokár (1858–1927) híresült el beszédeivel.

### Hitelemzés, hitoktatástan

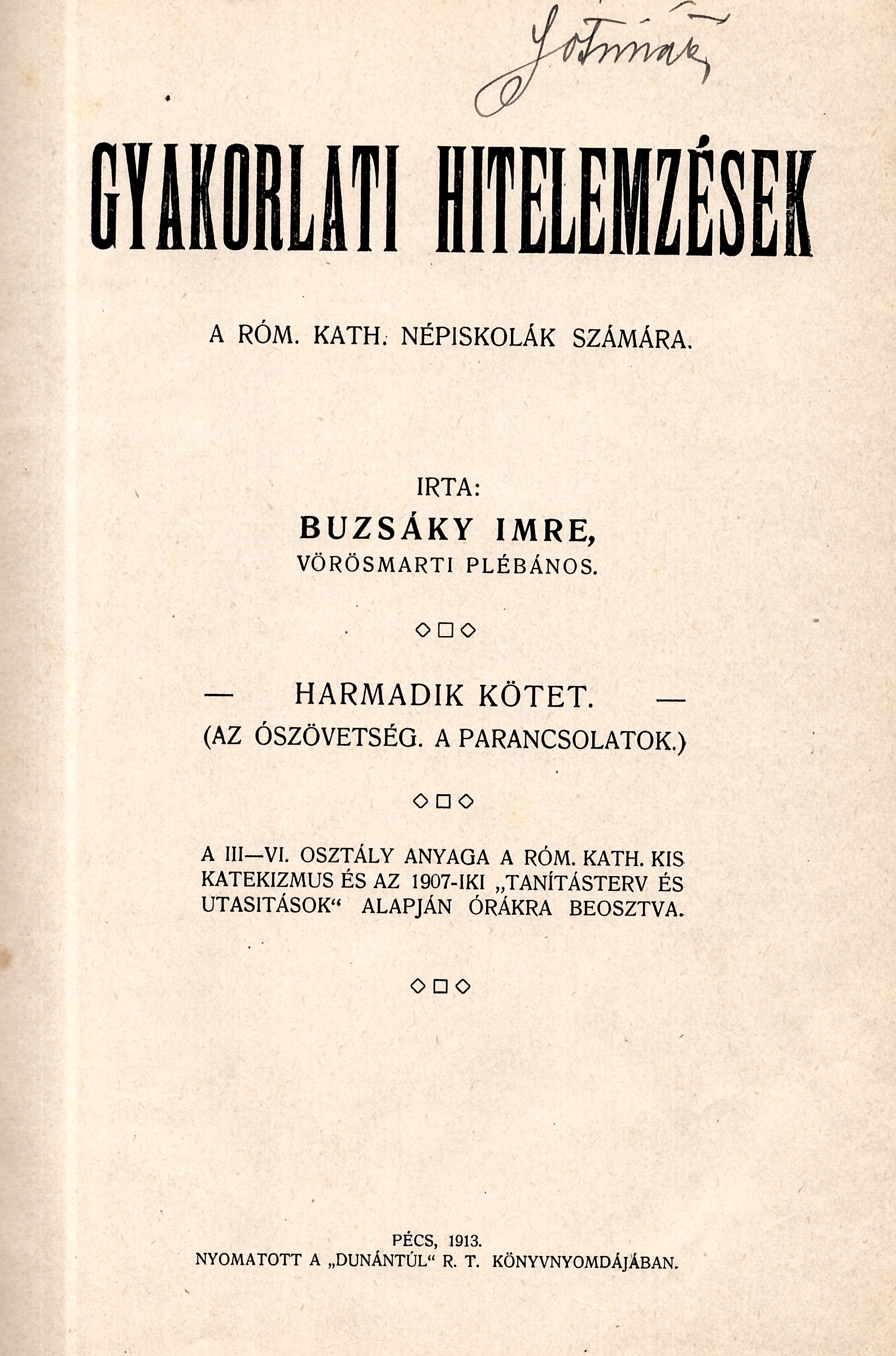
Buzsáki Imre: Gyakorlati hitelemzések

A lelkipásztori tudomány másik ága, a hitelemzés 1850 után lelkes művelőkre talált Mendlik Ágoston pécsi plébánosban (1831–1890, A katekizmus leirása, vagyis az összes vallási igazságoknak a bibliával egybekapcsolt mulattató, könnyü, népszerű fejtegetése; szép példák, történetek, hasonlatosságok, szertartások magyarázatával felvilágosítva, a szentirás és a szent atyák idézéseivel megerősítve) és Talabér Jánosban (1825–1899, A hitoktatástan gyakorlati kézikönyve, illetve Hitoktatástan, vagyis: A hitoktatás elméleti kézikönyve). Buzsáky Imre (1876–1929) Gyakorlati hitelemzéseket készített.

### Lelkipásztorságtan
A lelkipásztori ismereteket Magyarországon csak 1775 óta tanították külön tudományágként, azelőtt az erkölcstudománnyal kapcsolták egybe. Ebből ered, hogy ilyen könyveket csak a XIX. században írtak magyar tudósok, nevezetesen: Szilasy János nagyváradi kanonok, egyetemi tanár (1795–1859, A lelkipásztorság tudománya), Grynaeus Alajos (1804–1860, Compedium theologiae pastoralis) szintén egyetemi tanár, Radlinszky András alsó-lipnicai plébános (1817–1879) és Reindl Román barscseki plébános (1852–1923, A lelkipásztorkodás gyakorlati vezérfonala). 1878-ban a lelkipásztori ismeretek terjesztésére Havi Közlöny néven külön folyóirat indult. Mihályfi Ákos (1863–1937) Igehirdetés néven egyetemi előadásait jelentette meg „a lelkipásztorkodástan köréből”. A Schüch Ignácz-féle nagy Lelkipásztorkodástan (1872) valójában Ignaz Schüch német pap művének fordítása volt.
A 20. században Nagy János a Házasságügyi lelkipásztorkodásról készített egy nagyobb tanulmányt.

### Épületes irodalom (elmélkedések)

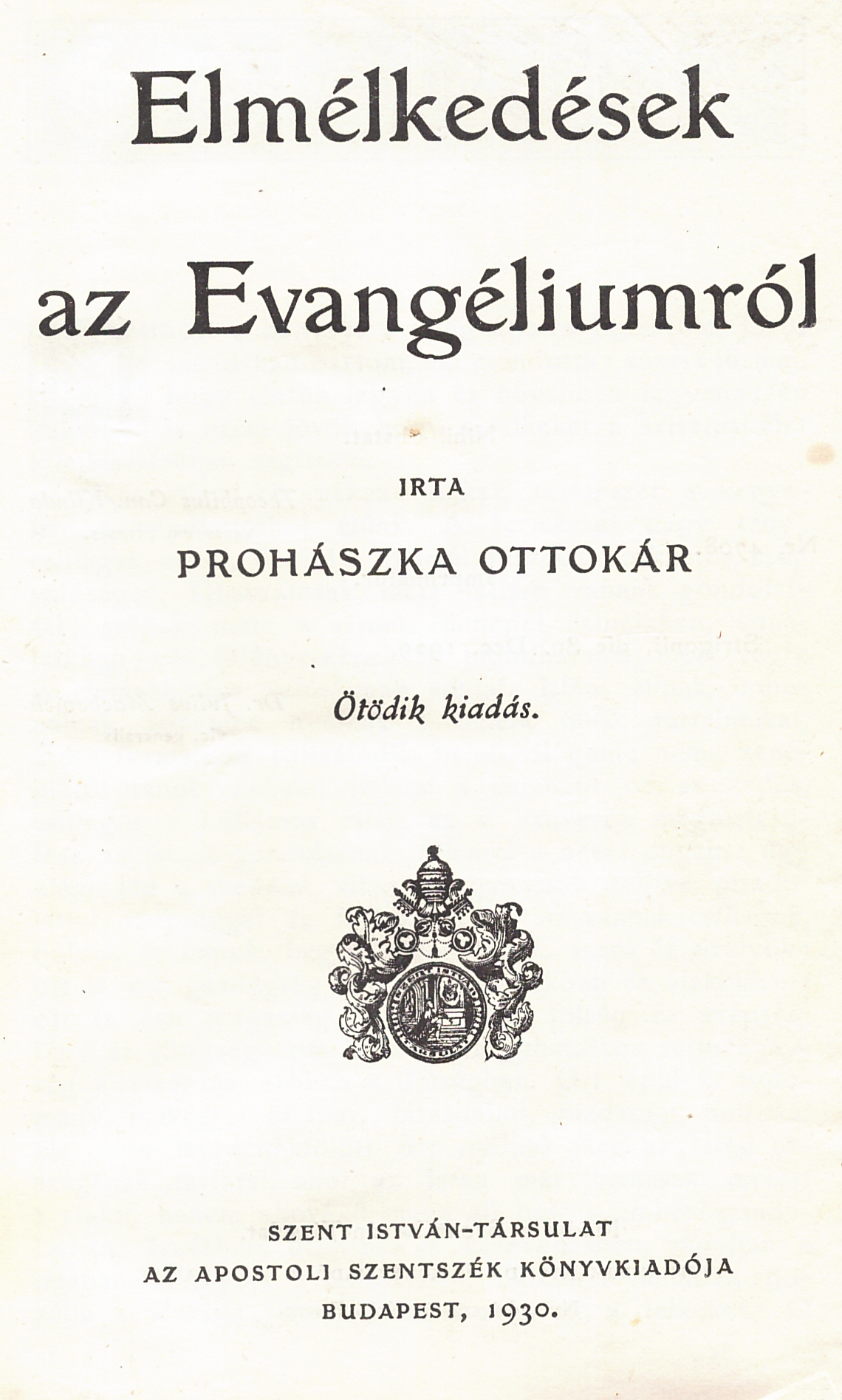
Prohászka Ottokár elmélkedései

Fellendült az épületes irodalom. Nevezetesebb, jóra serkentő író volt a XVIII. században a költő Faludi Ferencen kívül: Kopcsányi Márton (1579–1638, A keresztyéni tökéletes életre intő tíz hétre rendeltetett nyolcvan elmélkedések tanulságokkal és könyörgésekkel a Krisztus Jézus szenvedéséről és különféle üdvösséges dolgokról a Szentírásból), Kolosvári Pál (1684–1731) és Horváth Gábor jezsuita (1668–1740), és Orosz Ferenc pálos szerzetes (1697–1771). Nagy Ignác (1733–1789), az első székesfehérvári püspök Lamindus Britaniusnak, avagy Muratorius Lajos Antalnak… a keresztény embernek valóságos áhitatosságáról költt munkáját fordította magyar nyelvre. II. Rákóczi Ferenc (1676–1735) vallásos életéről adnak tanúbizonyságot Fohászai, amelyek már magyarul is olvashatóak. A 20. században felfedezett Meditációi még mindig nincsenek magyarra fordítva. Ozolyi Flórián (1683–1755) Lelki iskola és a jó halálnak mestersége fordítás, nem eredeti mű, ahogy Szentsimonyi Ambrus (18. sz.) Penitenzia, az az: Sz. Ágoston Hipponai püspök elmélkedései és Lelkinek Istennel magánosan való beszélgetéseinek könyvei is. Taxonyi János (1677–1746) Az emberek erkölcseinek és az Isten Igazságának tükörei. Az-az: Némely ritka, és válogatott történetek. A mellyeket egynehány authorokból öszve-szedvén, három részre osztott, és külömbféle üdvösséges tanúságokkal meg-világosított címen adta ki alkotását.
A területen kitűnt Bémer László (1784–1862, Lelki vezér, vagy is: igaz ájtatosságra és erényre buzdító különféle gyakorlatok), Szaniszló Ferenc (1792–1869) nagyváradi nagyprépost, Nogáll János (1820–1899, Szentek tudománya, Kalauz a keresztény hitélet és istenességre, Keresztény hitélet csarnoka, Liliomszálak, Napraforgók) nagyváradi nagyprépost, és Tóth Mike Mihály (1838–1932, Lelki kalauz az élet keskeny ösvényén, Az erényesség zátonya, Erény-gyöngyök a nők életéből) jezsuita szerzetes .
A 20. században Prohászka Ottokár (1858–1927) beszédei mellett elmélkedéseket is kiadott (Elmélkedések az evangéliumról).

### Imádságos könyvek
A századok alatt számos imádságoskönyv is megjelent, néhány ezek közül: 
- Nagy Ignác (1733–1789): Keresztény imádságok (fordítás)
- Tárkányi Béla (1821–1886): Ifjúság kalauza az örök életre, Lelki manna, az az imádságos és énekeskönyv, Ártatlanok öröme, Hajadonok őrangyala
- Sujánszky Antal (1815–1906): Ájtatosság gyöngyei, Hit, remény és szeretet
- Zelliger Alajos: Üdvösségünk. Imádságos könyv
- Pámer László. A Jézus-társasági szentek és boldogok tisztelete. Oktató és imádságos könyv
- Radocsay Rezső. Jézus szentséges szíve és a nagyígéret
- Ács Benjamin. Isten imádása. Imádságos könyv, mellyet az ájtatos keresztény kath. kisdedek számára irt.
- Fedák Orbán. Imádd az Istent. Keresztény kath. imádságos könyv az ifjúság számára
- Szegedi A. Kilit. Havi boldogasszony tisztelete. Imádságos könyv katholikus keresztények számára
- Ujlaki István. Jézus szentséges szívének országa. Imádságos könyv
- Nogáll János. Tavaszvirány. Imádságos könyv a ker. ifjúság számára, különös tekintettel sz. Alajos tiszteletére
- Bányik Ignác. Katholikus oktató és imádságos könyv egészségesek és betegek használatára
- Papánek Ferenc és dr. Zelliger Vilmos. Üdvösség útja. Oktató és imádságos könyv, felnőttebb római katholikus leányok számára
- Láng Ince. Venite adoremus! Katholikus oktató- és imádságos könyv a tanulóifjúság számára
- Mezey János. Szűz Mária dicsérete. Azaz énekek és imádságos könyv a bucsújáró keresztény katholikus hívek használatára
- Kiss János. Keresztény földmívelő ember imádságos könyve
- Antalffy Károly. A jó gyermekek imádságos és énekes könyve, a róm. kath ifjúság használatára főpásztori jóváhagyással
- Pázmány Péter. Imádságos könyv, mellyet írt P. P. a bóldog emlékezetű cardinal esztergami érsek
- Wick Béla. Katolikus ájtatosságok könyve. Katolikus imádságos- és énekeskönyv, különösen a tanuló ifjúság számára
- Szemenyei Mihály. Szent József tisztelete. Iparosok, kézművesek, munkások népimakönyve. Reggeli, esti szent miseimák szent József, a szent család. Jézus legszentebb szíve és szűz Mária szeplőtelen szíve tanításának imagyakorlatai s egyéb a lelki élethez szükséges könyörgések, fohászok és bucsú-imák

Fordítás: Jais Egyed. Vetni való jó mag jó földbe. Oktató, és imádságos könyv házi szükségre szolgáló jegyzetekkel egygyütt a jó szivű, és józan érzésű keresztényeknek, kiváltképpen a köznépnek számára. Irta német nyelven ... Most pedig ... Fuchs Xav. Ferentz ... parantsolatjábúl meg magyaráztatott, és ugyan annak költségével bé nyomtattatott.

### Apologetika
A 17. század vége felé a támadás helyett előtérbe kerültek a hitvédő szemléletű munkák. Ilyeneket írt Szentiványi Márton, a nagy tehetségű és sokoldalú jezsuita szerzetes (1633–1705), valamint Otrokocsi Fóris Ferenc korábbi református pap, utóbb nagyszombati katolikus jogtanár (1648–1718). Szentiványi Márton még a görög katolikusok számára is írt egy hitvédelmi munkát, hogy a görögkeletiek ellen tudják magukat védelmezni (megjelent 1703-ban). Ekkoriban azonban kevesen voltak még a görögkatolikusok között olyanok, akik cirill helyett latin betűkkel tudtak olvasni, még kevesebben olyanok, akik a latin nyelvet értették.
A katolikus hit ágazatait, majd később a keresztény vallás dogmáit védelmezte a XVIII. században Thuróczy László (18. sz.) és Szerdahelyi Gábor jezsuita atya (1660–1726), Gusztinyi János nyitrai püspök (1718–1777), és Demeter Márton gyulafehérvári prépost (?–1741, A szent háromságnak, azaz az atyának, és fiúnak, és szent léleknek, három valóságos isteni személyeknek egy igaz, örök és egyenlő istenségekről való… egyedül üdvességes hiti, vallása, és tudománya).
Apologetikát írt Guzmics Izidor bakonybéli apát (1786–1839), Hoványi Ferenc nagyváradi kanonok (1816–1871). Rendszeres hitvédelmi műveket szerzett Bita Dezső Ferenc egyetemi tanár (1832–1922, A keresztény vallás isteni eredete, A katholikus egyház isteni szervezete), Karsch Lollion nagyváradi kanonok (1845–1913, Materializmus, racionalizmus és kereszténység), Répászky József kassai kanonok (1828–1897, Általános dogmatika), Zádori János esztergomi kanonok (1831–1887, Syntagma Theologiae Dogm. fundamentális) és Dudek János egyetemi tanár (1858–1916, A keresztény vallás apológiája). Az Uj Magyar Sion folyóirat 1870-től és az 1887-ben megindított Katholikus Szemle számos hitvédelmi értekezéssel segítette elő a katolikus hitvédelem felvirágoztatását.

### Erkölcstudomány
A században a katolikusoknál az erkölcstudomány (morális) tanítása nagyon fellendült, így azért több híres külföldi tudósnak, mint pl. Busenbaumnak és Segnerinek ebbe a szakba vágó műveit Magyarországon is többször kinyomtatták. A lelkipásztorkodásra vonatkozó szabályokat pedig a Manuale Parochorum című könyvbe gyűjtötték össze, és először 1675-ben, másodszor 1696-ban Nagyszombatban nyomtatták ki.
Az erkölcstudomány később is számos művelőre talált. Illyés István esztergomi kanonok (1650–1711) 1701-ben a katekizmus megértésére szükséges magyarázatokat írt Catecheses néven. Híres erkölcstani író volt Tapolcsányi Lőrinc (1669–1729), Schmitth Miklós (1707–1767) és Muszka Miklós (1713–1783).
A XIX. században Kováts József kalocsai kanonok (?–1869) és Palásthy Pál esztergomi kanonok (1825–1899) írt rendszeres erkölcstudományi könyveket.

### Egyháztörténet

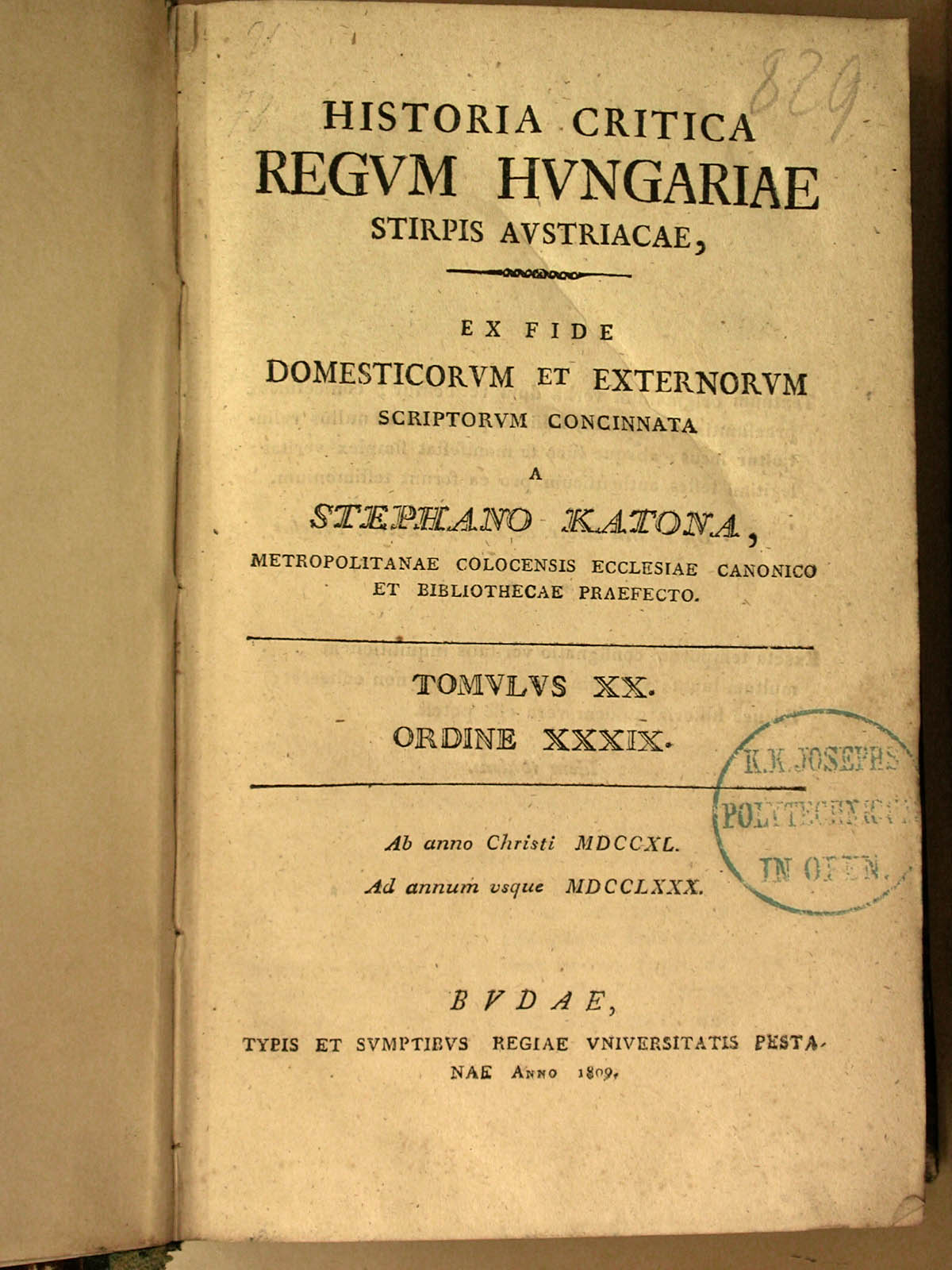
Katona István: Historia critica

A 18. századtól állandóan kedvelt foglalkozás volt az egyháztörténet kutatása és írása. A történeti jog a vallási küzdelmekben annyira erős fegyver volt, hogy megszerzése végett tudós férfiak szívesen belemélyedtek a levéltárak rejtekeibe és igyekeztek azok kincseit értékesíteni. A régi oklevelek lemásolásával és egybegyűjtésével legnagyobb szolgálatot tett a magyar egyháztörténelemnek Hevenesi Gábor jezsuita szerzetes (1656–1715). A hihetetlenül szorgalmas férfi előbb a latinul értők számára írt gyakorlati műveket a lelki élet fellendítésére, ezt követően azonban részben személyesen, részben tanítványai által száznál több kéziratos kötetbe lemásolta a régi egyházakra vonatkozó okleveleket. Ez a kéziratos gyűjtemény halála után a jezsuiták nagyszombati házába, majd a pesti egyetem könyvtárába került, így mind szerzetestársai, mind a későbbi magyar tudósok használhatták.
Hasonló munkásságot fejtett ki Kaprinai István jezsuita szerzetes (1714–1785), csakhogy ő Hevenesivel szemben az országot bejárta adatokat gyűjtve. A magyarországi zsinatokra vonatkozó kutatásai eredményét nyomtatásban is közzétette Péterffy Károly jezsuita szerzetes (1700–1746, Sacra concilia ecclesiae romano-catholicae in regno Hungariae celebrata), Batthyány Ignác erdélyi püspök (1741–1798, Leges ecclesiasticae regni Hungariae), Szvorényi Mihály egyetemi tanár, keszthelyi plébános (1750–1814, Synopsis critico–historico decretorum synodalium pro Ecclesia Hungaro–Catholica editorum). Hazánk nagynevű történetírói Pray György (1723–1801) és Katona István (1732–1811) jezsuita szerzetesek általános történelmi kutatásaik mellett a magyar egyháztörténetnek is nagy szolgálatokat tettek: Pray különösen a magyar püspökök névsorának, Katona a kalocsai érsekség történetének megírásával. Megindultak az egyes egyházmegyék múltjára vonatkozó kutatások is. Majd mindenik egyházmegye nyert olyan történetírót, aki szívesen áldozta napjait a megye múltjának felderítésére. Koller József (1745–1832) a pécsi (Historia Episcopatus Quinquecclesiensis), Szereday Antal (1740–1798) az erdélyi (Series antiquorum, et recentiorum episcoporum Transilvania), Gánóczy Antal (1728–1790) a nagyváradi (Episcopi Varadinenses fide diplomatum concinnati), Kerchelích Boldizsár (1712–1778) a zágrábi egyházmegyék történetével foglalkozott (Historiarum cathedralis ecclesiae Zagrabiensis partis primae tomus I. Praemissis praeliminaribus, continens seriem episcoporum ab anno 1091 ad annum 1603 & tam episcoporu, quam & alias notitias). A szerzetek közül a pálosok Benger Miklósban (?–1750<, Annalium eremi-coenobiticorum ord. FF. eremitarum s. Pauli primi eremitae), a ferencesek Fridrich Orbánban (1690–1758, Historia seu compendiosa descriptio provinciae Hungariae ordinis minorum S. P. Francisci strictioris observantiae), a bencések Fuxhoffer Damjánban (18. sz., Damiani Fuxhoffer benedictini Pannonii Monasteriologiae regni Hungariae libri duo totidem tomis comprehensi) nyertek szorgalmas történetírót. Molnár János jezsuita szerzetes (1728–1804) egyháztörténeti nagy, 4 kötetes műve (Az anya-szent-egyháznak történeti) mellett teológiai és filozófiai értekezéseket is írt.

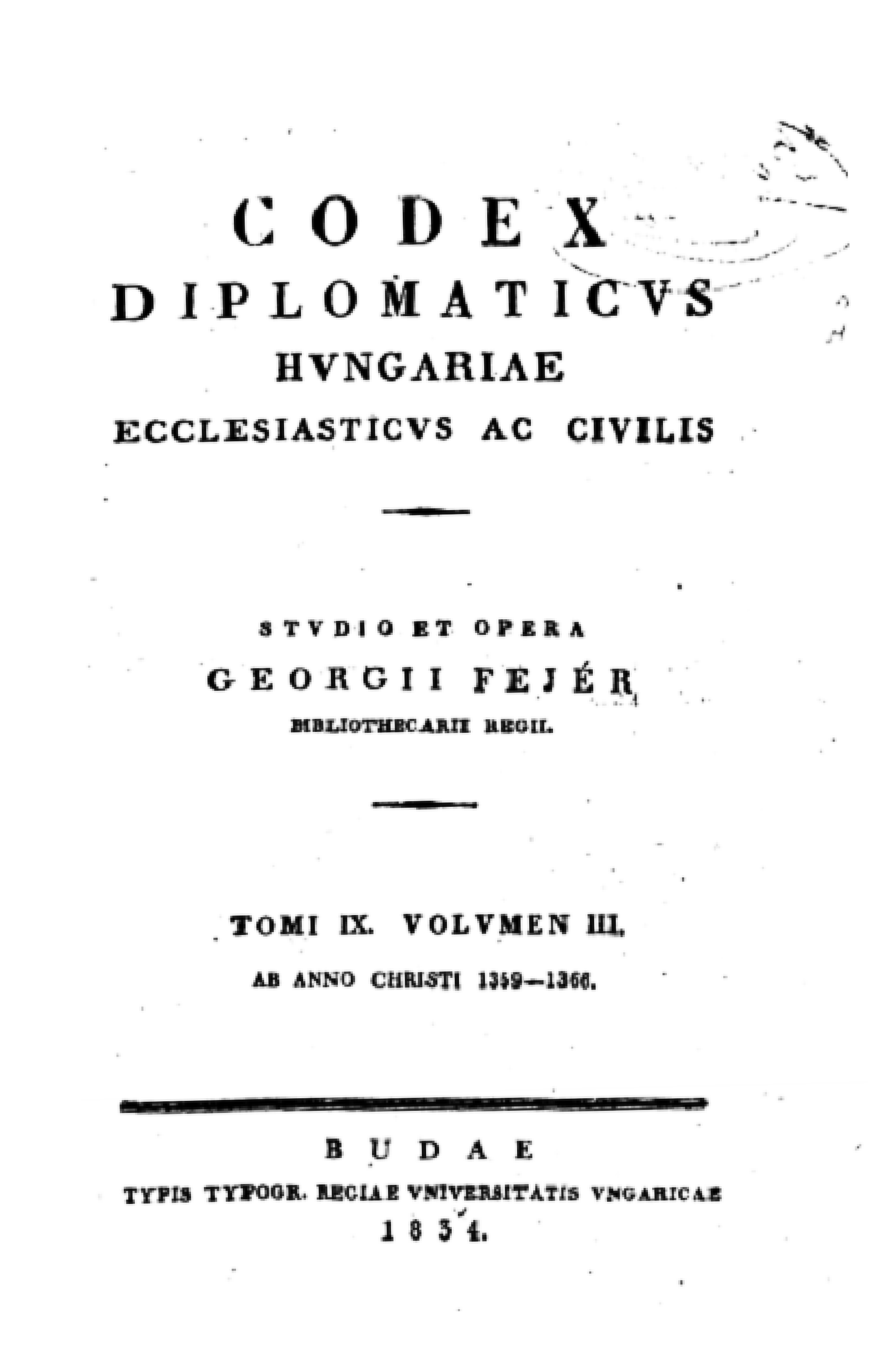

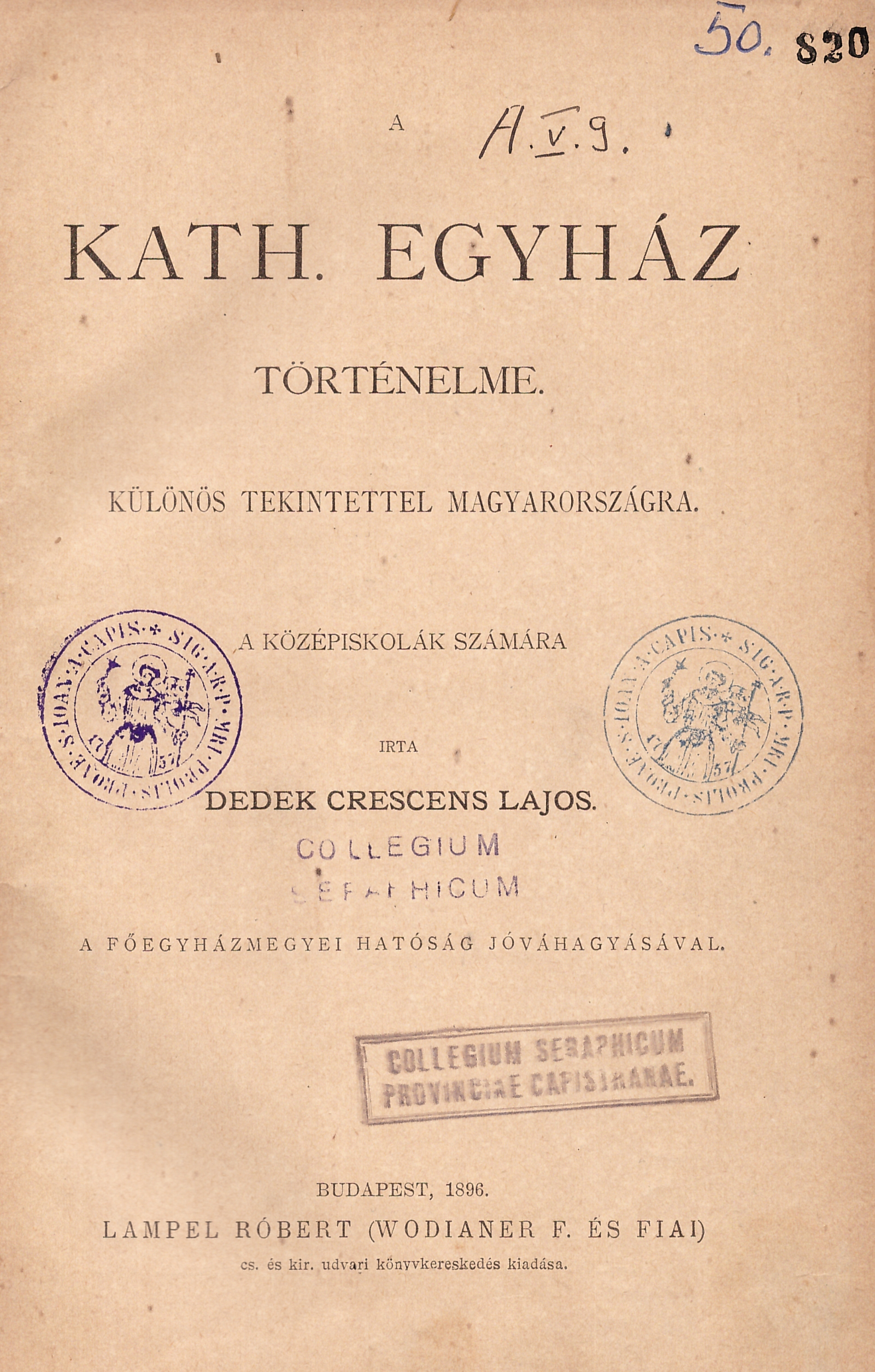
Dedek Crescens Lajos: A katholikus egyház történelme

Fejér György pesti egyetemi teológiai tanár (1766–1851) a magyar egyháztörténetnek is nagy szolgálatot tett a Codex diplomaticus Hungariae című magyar történelmi okmánytára kinyomatásával. Míg Fejér sokszor csak gyarló másolatokból közölte az okleveleket, Knauz Nándor pozsonyi prépost (1831–1898) az eredetiekről pontosan olvasott oklevelek közlésével, gyűjtésével és feldolgozásával megalapítója lett a szigorú, kritikai szemléletű magyar egyháztörténelemnek. Knauz emellett 1863 és 1869 között szerkesztette és nagyobb részt írta a Magyar Sion című folyóiratot, illetve Kortan címen hatalmas kronológiai kézikönyvet alkotott. Az egyes számokban munkatársaival sok történeti tévedést oszlatott el. Az esztergomi érsekség története 1321-ig és a garam-szentbenedeki apátságról szóló műve fáradhatatlan munkálkodásának legszebb gyümölcsei.
Méltó társa volt a magyar egyház múltjának felderítésében a zsidó származású Fraknói Vilmos (1843–1924). Pázmány Péter életének (Pázmány Péter és kora), továbbá Magyarország és az apostoli szék összeköttetésének megírásával (Magyarország egyházi és diplomáciai összeköttetése a római Szentszékkel) különösen maradandó érdemeket szerzett a magyar egyháztörténet terén. Jórészt neki köszönhető az is, hogy az apostoli szék levéltárának Magyarországra vonatkozó kincsei a Monumenta Vaticana Hungáriae köteteiben napvilágot láthattak.
Egész Magyarország egyháztörténetével foglalkozott Lányi Károly egbelli plébános (1812–1856, Magyarföld egyháztörténetei, majd Knauz Nándor által átdolgozva Lányi Károly Magyar egyháztörténelme) és Balics Lajos győri kanonok (1856–1932, A római katholikus egyház története Magyarországon, A kereszténység története hazánk mai területén a magyarok betelepedéséig). Az egyes egyházmegyék múltjáról írt tanulmányt Balássy Ferenc maklári plébános (1821–1896, Az egri egyházmegye alakulása), Bunyitay Vince váradi kanonok (1837–1915, A váradi püspökség története), Némethy Lajos esztergomi plébános (1840–1917, Necrologium Sacerdotum Archi-dioecesis Strigoniensis 1737-1889). A görög katolikusok között Zsatkovics Kálmán mahnosi plébános (1855–1920), Cipariu Timót (1805–1887) és Bunea Ágoston (1857–1909) balázsfalvi kanonok kutatta az egyház múltját. Czinár Mór Pál (1787–1875) bencés szerzetes elkészítette a Fejér György-féle Codex Diplomaticushoz a tárgymutató, és a pannonhalmi apátok történetét megírta a rend schematismusaiban A szerzetesrendek történetét sok érdekes műben világította meg Békefi Remig (1858–1924) cisztercita (A ciszterczi rend története Magyarországban 1142-1896, A pilisi apátság története, A czikádori apátság története, A pásztói apátság története), és Csaplár Benedek (1821–1906) piarista szerzetes (A magyarországi kegyes tanítórend történetének tervrajza). Egyéb egyháztörténészek: Pauer János (1814–1889, Az egyházi rend érdeme Magyarország történetében. Árpádok időszakától korunkig), Munkay János (1820–1890, Istennek földi országa Európában 1840 óta, vagyis minő viszonyban áll a katholicismus hitélete, azaz a hit és erkölcsök emelkedése, annak külterjedelméhez 1840 óta Európában?), Cherrier Miklós (1790–1862, A magyar egyház története), Karcsú Antal Arzén (1827–1893, A római pápák történelme szent Pétertől korunkig, A szerzetes rendek egyetemes történelme), Rapaics Rajmund (1845–1909, Egyetemes egyháztörténelem), Kollányi Ferenc (1863–1933, Esztergomi kanonokok 1100–1900), Dedek Crescens Lajos (1862–1933, A karthausiak Magyarországban, Monumenta Ecclesiae Strigoniensis), Chobot Ferenc (1860–1931, Jézus Krisztus egyházának története, A pápák története, A váci egyházmegye történeti névtára). Kazaly Imre (1846–1933) is írt egyháztörténeti művet (Az egyetemes egyháztörténelem kézikönyve), míg Karácsonyi János (1858–1929) is komoly egyháztörténeti kutatásokat végzett (Szent Ferenc rendjének története Magyarországon, Magyarország egyháztörténete főbb vonásaiban 970-től 1900-ig). Sörös Pongrác (1873–1919) bencés szerzetes a 12 kötetes A Pannonhalmi szent Benedek-rend történetét (1902–1912) szerkesztette és részben írta. Lukcsics József (1875–1937) A veszprémi püspökség római oklevéltárát készítette el 4 kötetben.
A 20. században Fehér Mátyás Jenő (1913–1978) a középkori inkvizíciót tanulmányozta (Középkori magyar inkvizíció), Szántó Konrád (1920–1999) esztergomi teológus egy nagy általános egyháztörténetet írt három kötetben (A katolikus egyház története), Adriányi Gábor (1935–2024), Bonnban dolgozott egyháztörténész Az egyháztörténet kézikönyvét készítette el. Török József (1946–2020) budapesti teológus is írt egy általános egyháztörténelmet (Egyetemes Egyháztörténelem), de készített több más szintézist a középkori magyar egyház történelméről (A tizenegyedik század magyar egyháztörténete, A tizenkettedik század magyar egyháztörténete, A tizenharmadik század magyar egyháztörténete, A tizennegyedik század magyar egyháztörténete, A tizenötödik század magyar egyháztörténete).

### Általános történetírás
A 16. század több jeles történetírója egyházi személy volt, így Oláh Miklós (1493–1568, Hungaria et Athila, Chronicon breve), Forgách Ferenc (1530–1577, Rerum Hungaricarum sui temporis Commentarii Libri XXII.), Brodarics István (1471–1539, De conflictu Hungarorum cum Turcis ad Mohacz verissima historia), Szerémi György (1490–1548, Szerémi György emlékirata Magyarország romlásáról 1484-1543). Verancsics Antaltól (1504–1573) nagy mennyiségű, történeti értékű levél maradt fenn.
Később általános történelemmel foglalkozott az egyháztörténészektől már ismert Pray György (Annales regum Hungariae) és Katona István (Historia critica regum Hungariae stirpis Arpadianae, ex fide domesticorum et exterorum scriptorum concinnata, Historia regum stirpis mixtae, Historia regum stirpis Austriacae Budae) mellett Kazy Ferenc (1695–1759, Historia regni Hungariae), Spangár András (1678–1744, A magyar krónikanak...), és Palma Károly Ferenc (1735–1787, A' magyaroknak Eredetekröl, Ezeknek Kirälyjainak Életekröl, Viselt dolgaikról, halákról, temettségekröl, kik alatt mi jött a' Magyar Koronához, és mi nyerettett-el...).
Ahogy korábban, a 19. században is sok történettudós az egyházi emberek közül került ki.Maar Bonifác (1788–1855) Egyetemes történelméből csak az őskori rész jelent meg. Füssy Tamás (1825–1903) és Vaszary Kolos (1832–1915) történelmi tankönyveket írt közösen (Világtörténelem a katholikus tanodák számára és magánhasználatra), illetve Vaszary készített egy Történelmi atlaszt is. Szabó Ferenc (1843–1905) két nagy munkáján (Európa története a franczia forradalom kezdetétől a bécsi congressusig 1789-1815, A legújabb kor története. I. Napoleon bukásától III. Napoleon bukásáig 1815-1871) kívül szerkesztette és kiadta a Történeti, Nép- és Földrajzi Könyvtár című történelmi könyvsorozatot. Horváth Mihálytól (1809–1878) A magyarok története végső verziójában 1871–1873 között 8 kötetben jelent meg, és napjainkig az egyik legrészletesebb Magyarország történetnek minősül. Kiegészítése a Huszonöt év Magyarország történetéből 1823-1848 (3 kötet) és a Magyarország függetlenségi harcának története 1848 és 1849-ben (3 kötet). Csuday Jenő (1852–1938) kisebb műveinek kívül (A magyarok történelme, Történelmi helynevek szótára) a Nagy képes világtörténet VI. kötetében elkészítette Schönherr Gyulával közösen A középkori intézmények bomlása és a renaissance-ot. Pór Antal (1834–1911) Az Anjouk korát írta meg Milleniumi magyar történelem című sorozatban, de sok kisebb monográfiákat is közrebocsátott (Trencséni Csák Máté 1260-1321, Nagy Lajos élete 1326-1382, Záh Feliczián pöre, Aenas Sylvius II. Pius pápa).
Fehér Ipoly Kálmán (1842–1909) helytörténeti kutatásokat folytatott (Győr megye és város egyetemes leírása), Karácson Imre (1863–1911) pedig török okmánytárat szerkesztett (Török–magyar oklevéltár). Danielik János (1817–1888) a középkori államtanról jelentetett meg egy munkát. Berger János (1841–1909) pesti teológiai tanár az Amerikai Egyesült Államok történetét kutatta kéziratban maradt művében (Az amerikai rendszer történelmi, egyházjogi s egyházpolitikai megvilágításban). Kmoskó Mihály (1876–1931) ugyancsak pesti teológiai tanár a keleti népek történetével foglalkozott (Mohamedán írók a steppe népeiről). Takáts Sándor (1860–1932) népszerű munkákat írt a kora újkorról (Rajzok a török világból, Régi magyar kapitányok és generálisok, Magyar nagyasszonyok, Magyar küzdelmek, Emlékezzünk eleinkről). Erdélyi László Gyula (1868–1947) a művelődéstörténetet kutatta (Magyar művelődéstörténet, A magyar lovagkor társadalma és művelődése: 1205-1526, illetve Árpádkor, a magyar állam, társadalom, művelődés legrégibb története 1301-ig).
Karácsonyi János (1858–1929) egyháztörténeti kutatásai mellett a középkori magyar történelemmel kapcsolatos kutatásokat végzett, amelyeket nagy terjedelmű szintézisekben és monográfiákban tett közzé (Békésvármegye története, A magyar nemzetségek a XIV. század közepéig, A magyar nemzet őstörténete 896-ig, A magyar nemzet honalapítása 896-997-ig, A magyar nemzet áttérése a nyugati kereszténységre 997-1095). Ugyancsak egyháztörténész volt Karcsú Antal Arzén (1827–1893), aki 9 kötetben Vác múltját írta meg (Vácz város története), és Balássy Ferenc (1821–1896) is, akinek Heves-vármegye története című munkájából csak egy kötet jelent meg.

### Szentek élete

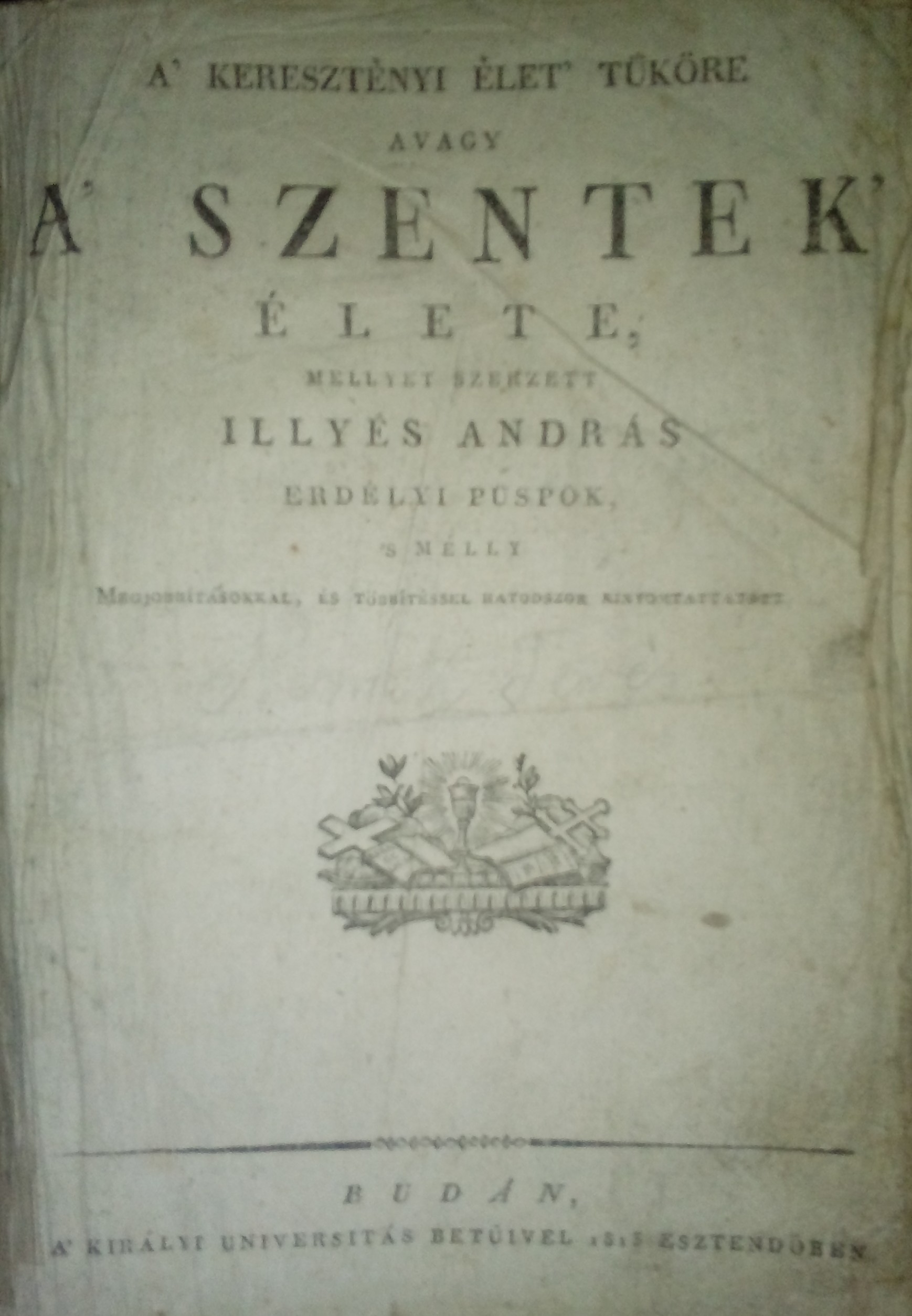
Illyés András: A keresztyeni eletnek peldaja vagy tüköre (1813-as kiadás, címlap)

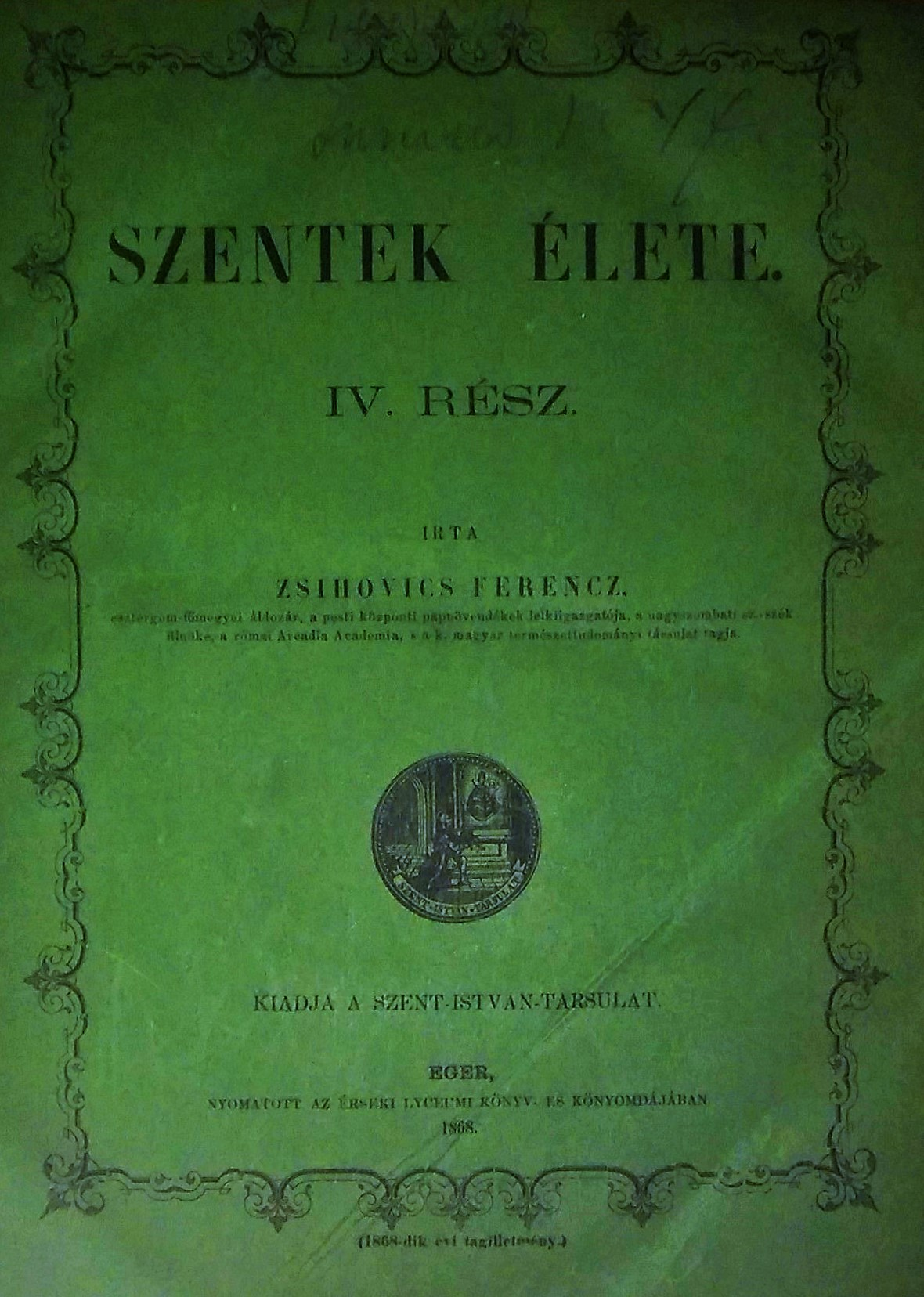
A Zalka-Zsihovics–Debreczeni-féle Szentek élete

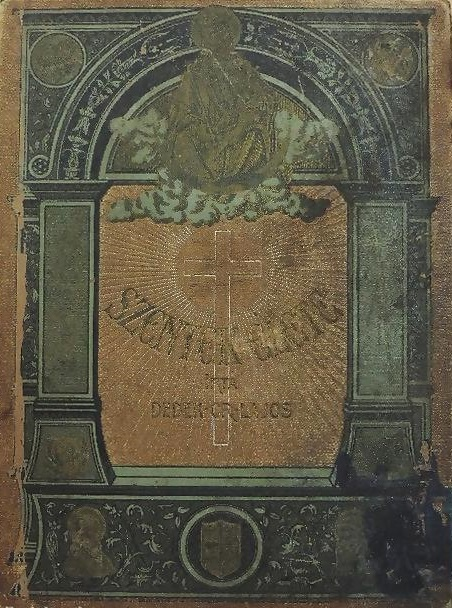
A Dedek Crescens-féle Szentek élete

Vaskos szentéletrajzi művet készített a 17. században Illyés András (1637–1712) erdélyi püspök A keresztyéni életnek példája vagy tüköre azaz A szentek élete címen. Művét a 19. század elejéig többször kiadták. Hevenesi Gábor (1656–1715) a magyarországi szentek életrajzait írta meg (Régi magyar szentség). Hasonló mű a latin nyelvű Acta Sanctorum Ungariae is (Nagyszombat, 1749), de ennek szerzője nem ismert.
Később Fejér György (1766–1851, Szentek élete), Scitovszky János (1785–1866, Szentek élete), Bedeő Pál (1805–1873, Szentek élete, melyet a zsenge ifjuság számára írt Bedeő Pál) készített hagiográfiai gyűjteményeket. Az 1859 és 1876 között megjelent Zalka János- (1820–1901), Zsihovics Ferenc- (1814–1873), és Debreczeni János-féle (1836–1921) Szentek élete 5 nagy alakú kötetével és 2100 oldalával máig az egyik legnagyobb a maga nemében. Az ugyancsak terjedelmes Vogl Máté-féle Szentek élete (3 kötet, 1866–1868; új kiadása 4 kötet, 1908–1911) egy régi német mű, Matthäus Vogel (1695–1766) Lebensbeschreibungen der Heiligen Gottesének (Bamberg, 1764) fordítása. 1900-ban Dedek Crescens Lajos (1862–1933) is kiadott egy két kötetes, 1100 oldalas díszmű-Szentek életét.
A 20. században Meszlényi Gyula (Szentek élete), Ijjas Antal (1906–1980, Szentek élete), Csanád Béla (1926–1996, Védőszented, példaképed). Puskely Mária (1933–, A keresztény Európa szellemi gyökerei), aki egyébként külön a magyar szentek életét is kutatta (Virágos kert vala híres Pannónia). Nagy, négy kötetes munka a Schütz Antal által szerkesztett Szentek élete az év minden napjára (1932). Nagy a terjedelme a Diós István (1943–)-féle Szentek életének is (2 kötet, 1984, majd több kiadás). Ő fordította le A Római Martyrologium szent-listáit is. Incze Dénes (1946–) A szentek élete az esztendő minden napjára 12 füzetben jelent meg.
1932–1933-ban Kovács István fordításában jelent meg Alban Stolz hagiográfiai munkája (Szentek élete. A keresztény tökéletesség útja). 1924 és 1931 között Szentek országa címmel egy sorozat is megjelent, amelynek egyes kötetei (összesen 21) 1-1 szentek mutatnak be. A kötetek hol eredeti magyar munkák, hol fordítások. Lakatos László (1934–) Szentek virágoskertje különlegességnek számít, mert a keleti (ortodox) kereszténység szentjei közül is sokat tartalmaz.

### Egyházjog
A Szentírás megbecsülésére és megértésére vonatkozó kutatásokkal körülbelül egyidőben indult meg az egyházjog külön tanítása és tanulmányozása is. De az első egyházjogi írók csak a szentszékeknél szokásos peres gyakorlatokkal foglalkoztak (pl. Khlósz Pál, Szereday Antal, Szokolszky Vencel). Az 1760 után fellépők pedig eltévesztették szemük elől az egyház igazi célját, jogát, mert nem azt, hanem a fejedelmek kegyeit keresték, illetve II. József rendőri irányát akarták igazolni Marković, Lakits György (1739–1814).
Nagy érdeme van az 1840 után fellépett egyházjogi íróknak, mert a könyveikben kifejtett egyházjog valódi bástyája a katolikus egyháznak. Ilyenek voltak Udvardy Ignác veszprémi tanár (1810–1874), Porubszky József egri tanár, kanonok (1812–1900), Szeredy József pécsi jogtanár, utóbb kanonok (1831–1903), Kazaly Imre váci tanár, nagykátai plébános (1846–1933), és Demkó György egyetemi tanár, egri kanonok (1856–1914). A görögkatolikusok közül Papp Szilágyi József nagyváradi görög katolikus püspök (1813–1873) neve érdemel említést.
Nem kizárólag egyházi joggal foglalkozott Erdélyi László Gyula (1868–1947) Magyarország törvényei Szent Istvántól Mohácsig című művében.

### Énekeskönyvek, zenetudomány
A tömérdek énekes könyv közül nagyobb hatást gyakorolt Bozóky Mihály pilismaróti kántor (1755–1829) énekes könyve, illetve Kovács Márké (1782–1855), Szepesi Imréé (1811–1875), különösen pedig Tarkányi Béla 1855-ös katolikus egyházi énektára. Az egyházi zenét régi tisztaságára visszavezetni először Bogisich Mihály budai plébános (1839–1919) igyekezett Öseink buzgósága című énekes könyvében (1888). Roder Alajos (1812–1878) is kiadott egy énekeskönyvet. Az egyházi zenét kutatta Rajeczky Benjamin (1901–1989). Egyházi zenéket írt és egy hangverskalauzt szerkesztett Demény Dezső (1871–1937).

### Egyházi költészet és széppróza
Az egyházi költészet jeles művelője a 17. században Nyéki Vörös Mátyás (1575–1654, Vallásos költemények, melyek a bűnbánó lélek lírai vívódását követi), majd Faludi Ferenc (1704–1779, Faludi Ferencz költeményes maradványai) jezsuita szerzetes volt.

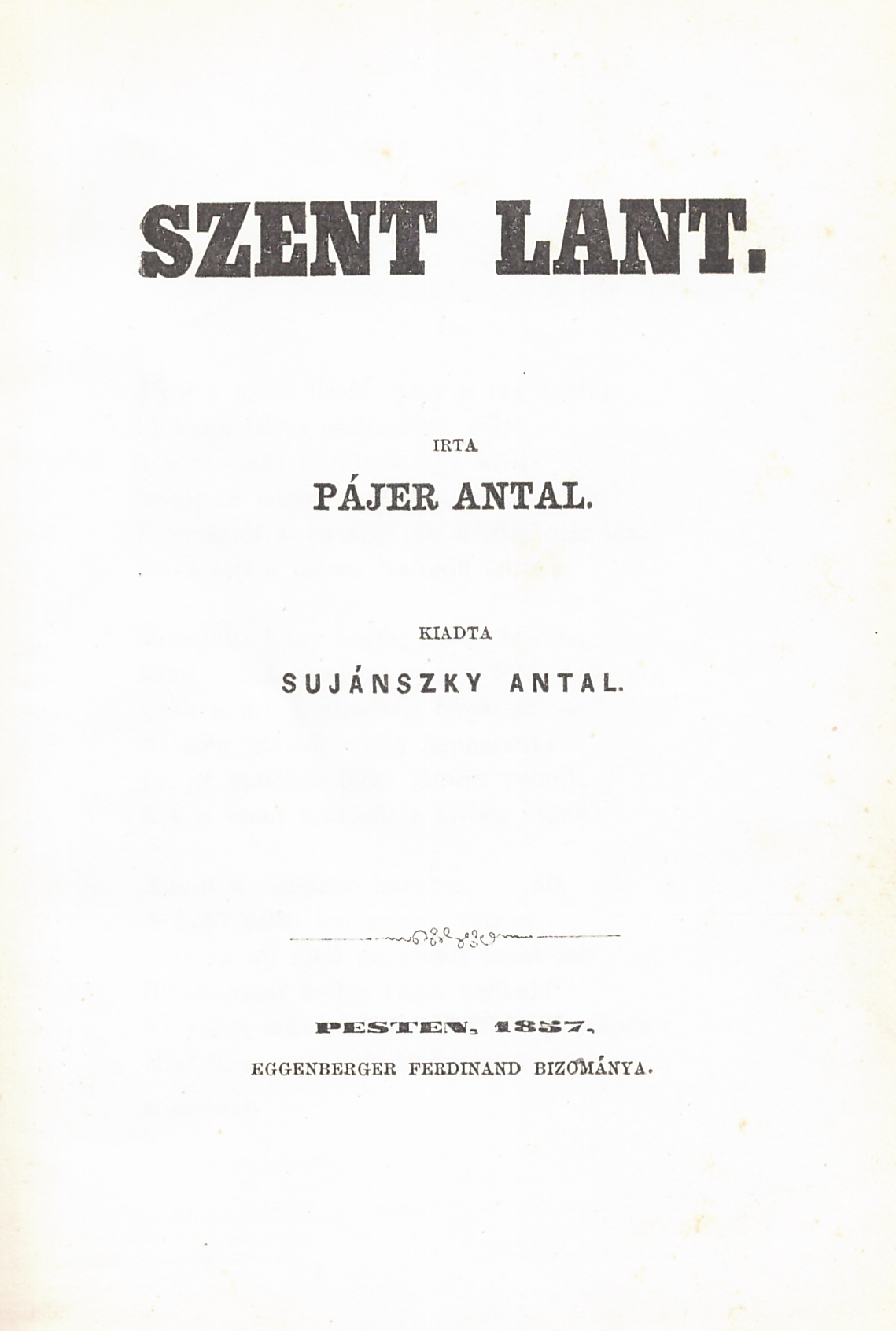
Pájer Antal: Szent lant

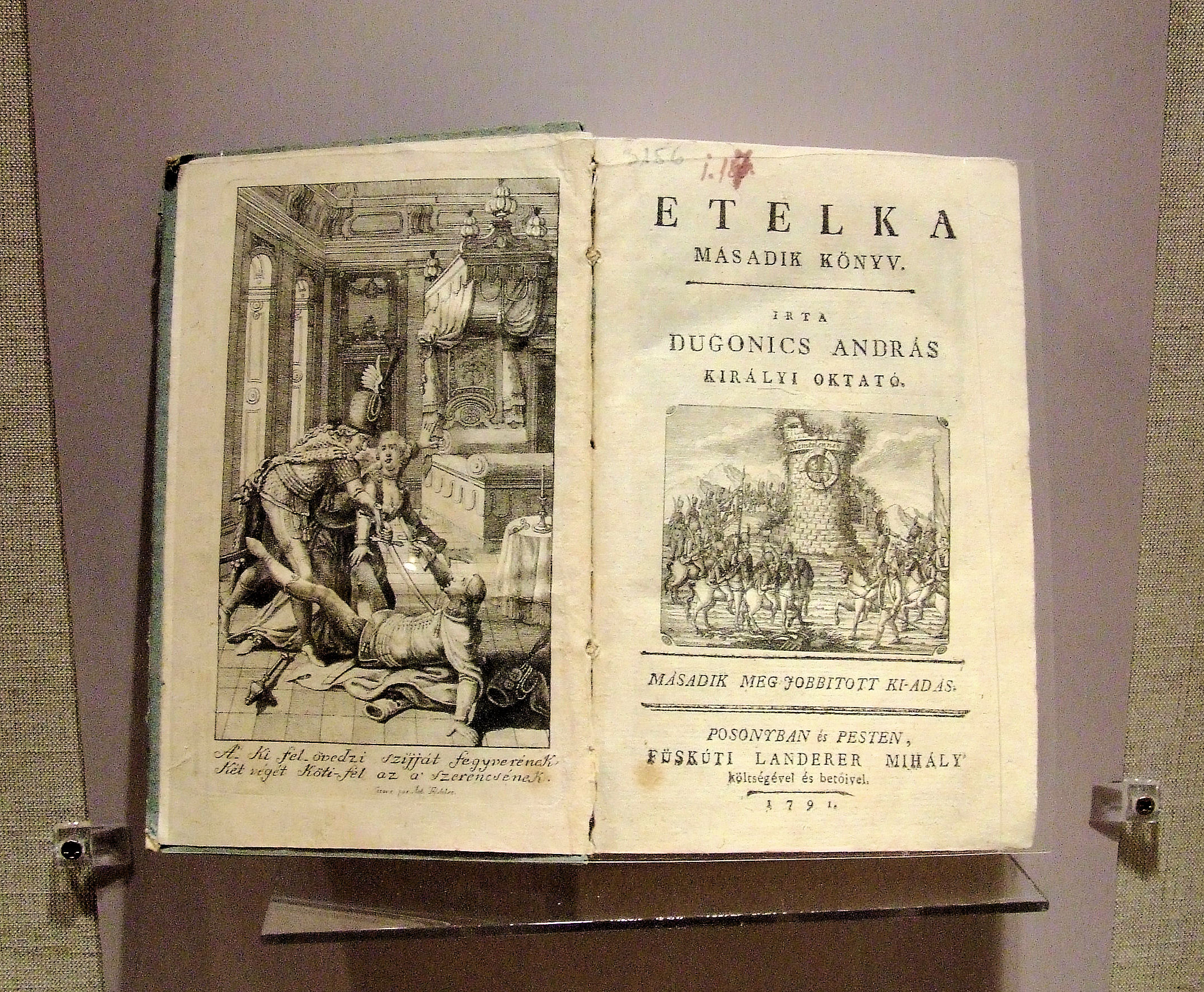
Dugonics András Etelka című regényének második kiadása

Később egyházi költeményeket írt Kovács Márk János (1782–1854) benedek-rendi szerzetes (Hézagpótló énekes könyvecske), Tárkányi Béla egri kanonok (1821–1886, Ájtatosság liliomai, Szomorúak vigasztalója) és Szemenyei Mihály (1830–1908) regölyi plébános (Gyász-miseénekek, Mennyei hangok – Himnuszok, szent éneke). Mint vallásos költök kitűntek továbbá: Nyulassy Antal (1820–1900) benedek rendi szerzetes (Nyulassy Antal versei, Új magyar köszöntő), Barina Vendel (1834–1875), költői nevén Kuthen, tápió-györgyei plébános (Ujabb költeményei), Mindszenty Gedeon (1829–1877) egri pap, szenterzsébeti plébános (Mindszenty Gedeon költeményei, Mindszenty Gedeon újabb költeményei, Mindszenty Gedeon legújabb költeményei), Sujánszky Antal (1815–1906) esztergomi kanonok (Sujánszky Antal vallásos és hazafiui költeményei), Kemenes Ferenc (1829–1905) veszprémi nagyprépost (Vegyes költeményei), Rosty Kálmán (1832–1905) jezsuita szerzetes (Magyarok Nagyasszonya) és Pály Ede (1849–1925) sárközi plébános (Költeményei 1878-1881), és Pájer Antal (1817–1881) jászapáti plébános (Szent Lant, Szent énekek a boldog szűz Mária tiszteletére). Pázmándi Horváth Endre (1778–1839) eposzt írt (Árpád). Pyrker János László (1772–1847) német nyelvű verseket szerzett (Lieder der Sehnsucht nach den Alpen). Jánosi Gusztáv (1841–1911) a műfordítás területén jeleskedett (Az elveszett paradicsom, A megszabadított Jeruzsalem). Sík Sándor (1889–1963) középkori himnuszokat fordított magyar nyelvre. Egyházi költő volt Mécs László (1895–1978) is.
Babik József (1862–1928) későbbi tiszabábolnai plébános 1888-ban antológiát adott Százszorszépek az egyházi költészet mezejéről címmel.
Dugonics András (1840–1818) piarista szerzetes Etelka, egy igen ritka magyar kis-asszony Világas-Váratt, Árpád és Zoltán fejedelmink ideikben címen regényt írt.

### Szónoklattan (retorika)
A prédikációtörténettel is foglalkozó Kudora János (1849–1918) Katolikus egyházi szónoklattant írt. Rézbányay József (1860–1936) szintén szónoklattan-történetet írt, de ő is készítette Az egyházi szónoklat kézikönyvét. Répássy János (1844–1926) A szónoklattan alapvonalait foglalta össze.

### Régészet
A régészet magyarországi úttörője ugyancsak pap volt: Rómer Flóris (1815–1889, Pozsony régészeti műemlékei, Műrégészeti kalauz különös tekintettel Magyarországra, A Magyar Nemzeti Múzeum római feliratos emlékei). Szekrényi Lajos (1858–1915) A bibliai régiségtudomány kézikönyvét készítette el. Ebenhöch Ferenc (1821–1889) is foglalkozott régészettel (Győrvidékének kőkorszaki leletei).

### Irodalomtörténet

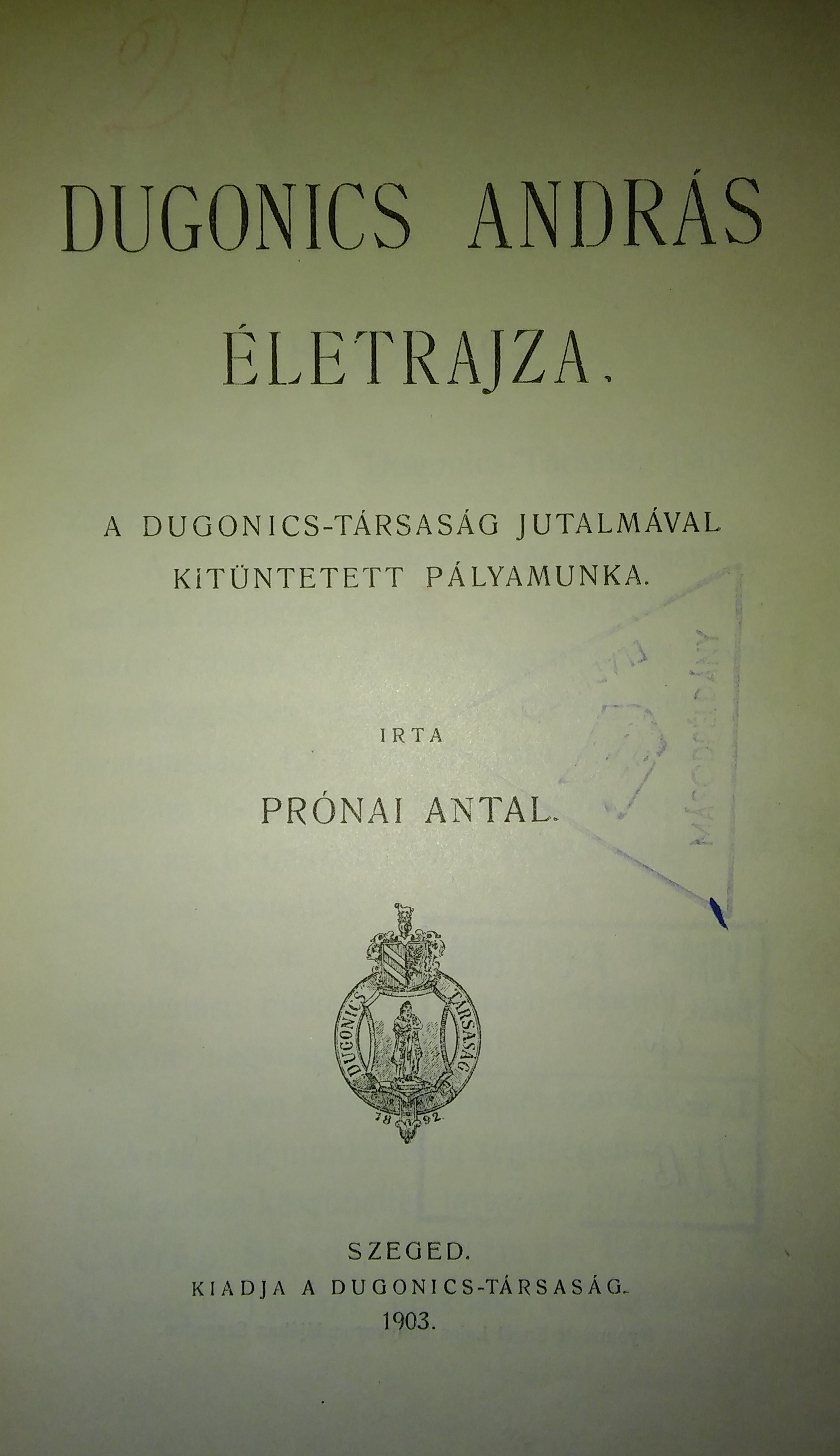
Prónai Antal: Dugonics András életrajza

### Neveléstudomány

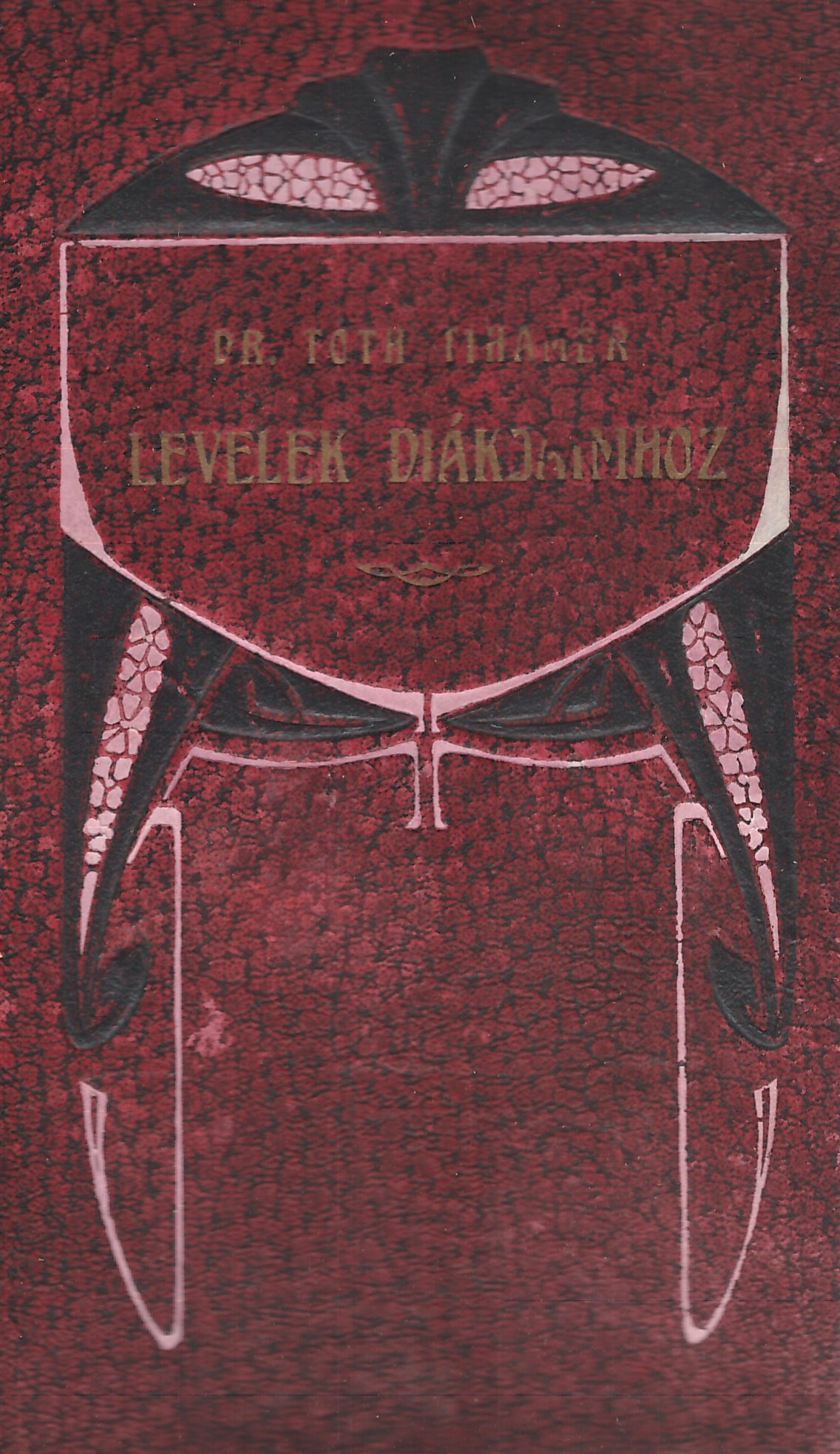
Tóth Tihamér: Levelek diákjaimhoz

### Példázattárak

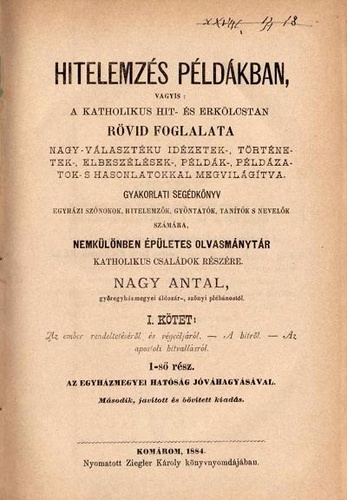
Nagy Antal: Hitelemzés példákban

### Természettudományok

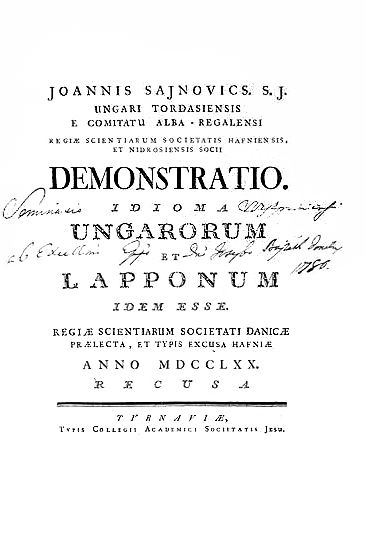
Sajnovics János: Demonstratio